# Commodore VIC 1001, VIC 20, VC 20
| Commodore VIC 1001, VIC 20, VC 20 |
| Logo von Commodore International · Commodore VIC 20 |
| Hersteller |
| Commodore International |
| Verkaufsstart und Neupreis |
| September 1980 für 69.800 Yen (entspricht 2019 93.274 Yen) März 1981 für 299,95 US-Dollar (entspricht 2019 828,60 US-Dollar) Oktober 1981 für 199,99 £ (entspricht 2019 579,70 £) Oktober 1981 für 899 DM (entspricht 2019 910,20 €) |
| Einstellung der Produktion |
| Juni 1984 |
| Hauptprozessor |
| MOS 6502 @ 1,02 MHz (NTSC) MOS 6502 @ 1,10 MHz (PAL) |
| Arbeitsspeicher ab Werk |
| 5 KB SRAM |
| Grafikausgabe |
| Diverse Text- und Grafikmodi Farbauswahl aus einer Palette von 8 bzw. 16 Farben |
| Tonausgabe |
| 4 Tongeneratoren (Ausgabe via TV) |
| Lieferumfang (USA, bis 1982) |
| Computer, Netzteil, Antennenkabel und -Weiche, externer HF-Modulator mit Kanalwählschalter, Anleitung, zwei Styroporschalen, Verpackung                                                                                              |

Der erste Heimcomputer des US-amerikanischen Unternehmens Commodore International hatte im September 1980 in Japan als Commodore VIC 1001 seine Premiere. Ab März 1981 war er auch in den USA – dort aber unter der Bezeichnung Commodore VIC 20 – erhältlich, im Oktober kamen weitere Absatzmärkte hinzu. Auf Betreiben von Commodores deutscher Niederlassung waren die für den westdeutschen Markt bestimmten Geräte zuvor in Commodore VC 20 umbenannt worden. Der Computer basiert auf dem Mikroprozessor 6502 von MOS Technology.
Erstmals in der Heimcomputergeschichte stellte ein Hersteller zur Vermarktung seines Heimcomputers einen Werbeetat in Millionenhöhe bereit und engagierte eigens eine bekannte Werbeagentur. Unzählige großformatige Zeitungsanzeigen und Fernsehspots mit prominenten Markenbotschaftern, wie etwa William Shatner, priesen dabei den Computer unter dem Slogan „The Friendly Computer“ als sehr benutzerfreundlich und daher insbesondere als für Einsteiger geeignet an.
Trotz des Ende 1982 von Texas Instruments in der Heimcomputerbranche begonnenen Preiskriegs konnte sich Commodore mit seinem technisch unterlegenen Gerät behaupten. Darüber hinaus gelang es Commodore nach eigenen Aussagen als erstem Hersteller, die Grenze von 1 Million abgesetzten Heimcomputern gleichen Typs zu überschreiten. Nach Ankündigung des offiziellen Nachfolgemodells Commodore 16 Anfang 1984 stellte Commodore die Produktion im Juni des Jahres 1984 ein. Insgesamt wurden bis Mitte 1985 etwa 2,5 Millionen Exemplare des Computers weltweit verkauft.
Der auch „Brotkasten“ und „kleiner Bruder des C64“ genannte Rechner erfreute sich großer Beliebtheit, ermöglichte er doch aufgrund seines als ausgezeichnet empfundenen Preis-Leistungs-Verhältnisses vielen Interessenten den Einstieg in die „farbige Computerwelt“. Die oft bemängelte leistungsschwache Hardware und die in Relation zum Computerpreis teuren Aufrüstungen wurden dabei von vielen Benutzern in Kauf genommen. Der Computer gilt als Wegbereiter für das noch größere Erfolgsmodell Commodore 64 und als bedeutsamer Teil der Heimcomputergeschichte.

## Geschichte
Entgegen der bisherigen Firmenpolitik, neben elektronischen Taschenrechnern ausschließlich hochwertige Computer mit integriertem Monitor zu bauen, beschloss Commodores Firmengründer Jack Tramiel im Jahr 1979 die Herstellung eines preisgünstigen Computers „für die Masse“. Gleich den Videospielkonsolen seiner Zeit sollte das für den Privatgebrauch bestimmte Gerät am heimischen Fernseher anschließbar sein. Durch die geplante farbige Bildschirmausgabe – keine Selbstverständlichkeit für viele zeitgenössische Spielkonsolen und Computer – und einen besonders günstigen Preis erhoffte man sich, der US-amerikanischen Konkurrenz und hierbei insbesondere dem Apple II Marktanteile abnehmen zu können. Ebenso wie der Apple II sollte der neue Heimcomputer mit dem Hauptprozessormodell 6502 des mittlerweile von Commodore aufgekauften Herstellers MOS ausgestattet werden.

### Entwicklung und Prototypen

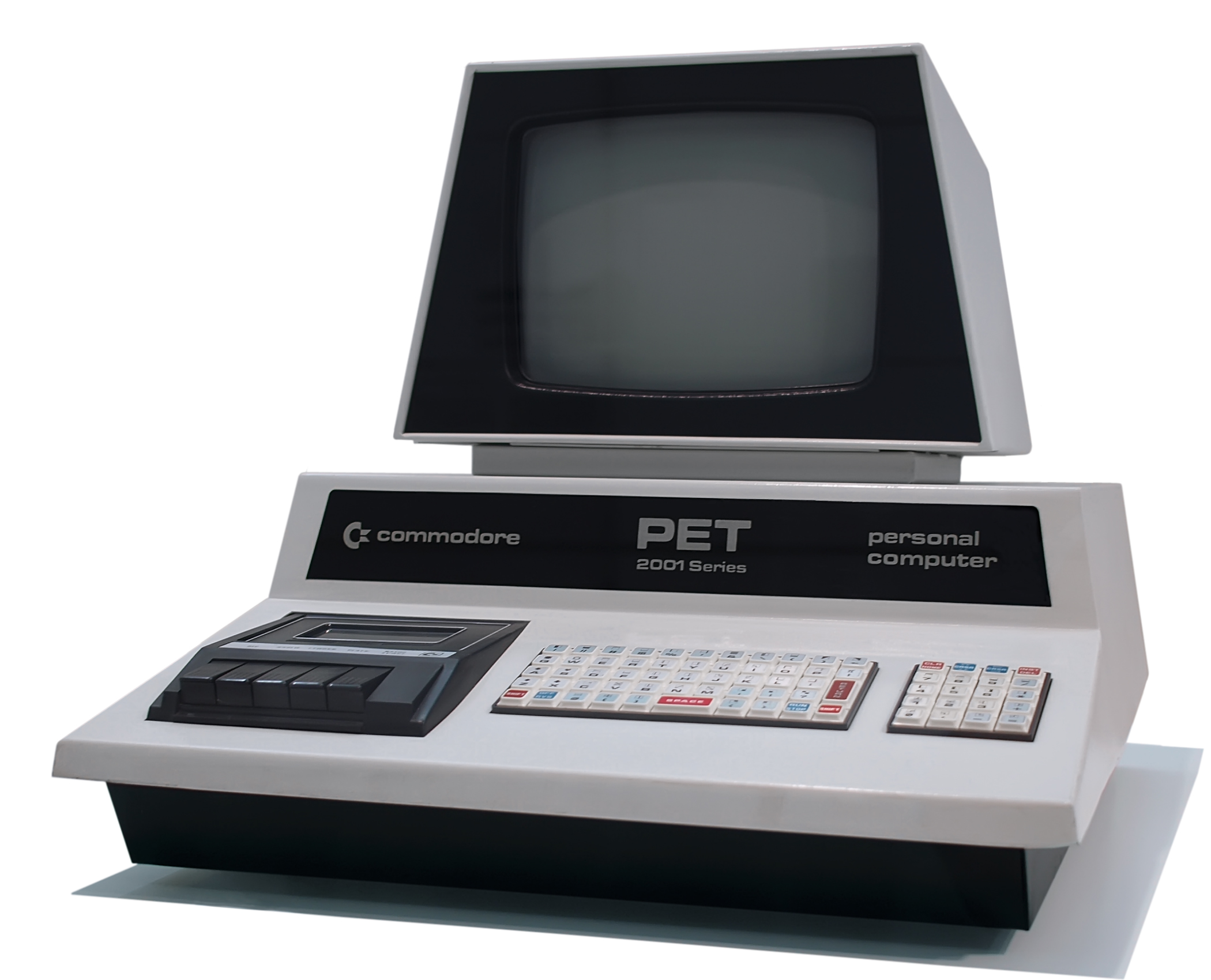
PET 2001

Die Mehrheit der Commodore-Ingenieure im Entwicklungszentrum im kalifornischen Moorpark hielt entgegen Tramiels Forderung nach einem Billigcomputer an der bewährten Philosophie eines integrierten Gerätes mit Monitor in der Tradition des PET 2001 fest. Sie konzentrierten sich daher zunächst auf dessen Weiterentwicklung hin zu einem farbfähigen Computer. Die ökonomischen Vorgaben der Firmenleitung wurden dabei weitestgehend ignoriert.

#### Micro-PET

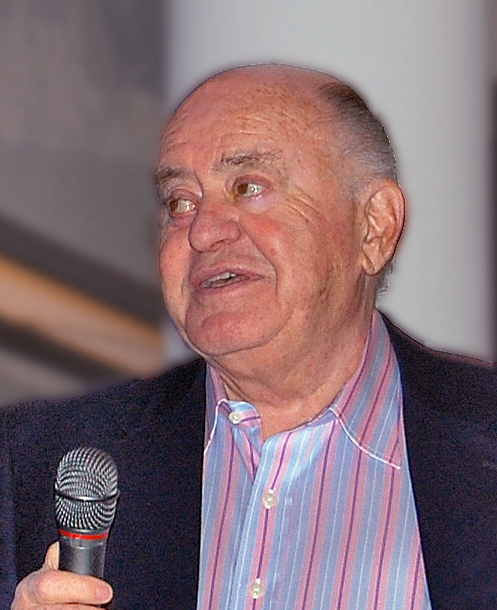
Jack Tramiel (2007)

Unabhängig von den Ingenieuren in Kalifornien arbeitete seit Anfang 1980 auch ein Mitarbeiter der Commodore Semiconductor Group (vormals MOS Technology) an einem Computer. Durch ein solches Gerät sollten größere Mengen des seit 1977 für medizinische Anzeigegeräte und Spielautomaten produzierten Grafikprozessors VIC I einer Verwendung zugeführt werden können, denn die Suche nach anderweitigen Abnehmern war zuvor erfolglos geblieben. Ein noch handverdrahteter Prototyp des Computers wurde Tramiel im Mai 1980 als Micro-PET vorgestellt. Er ergriff umgehend die Gelegenheit, das Projekt zu fördern.

#### Video Interface Computer
Bis zur damals weltgrößten Messe für Unterhaltungselektronik, der Consumer Electronics Show (CES) im Juni 1980, hatten die Entwickler aus Kalifornien ebenfalls einen auf dem VIC I basierenden Computerprototyp konstruiert, ihn aber bereits mit der Programmiersprache BASIC ausgestattet. Auf der Messe trafen die Entwicklerteams der beiden konkurrierenden Vorserienmuster erstmals aufeinander. Dabei entschieden sie eigenverantwortlich, das weitestgehend funktionierende Innenleben des kalifornischen Geräts mit dem vorzeigbaren Gehäuse des sonst wenig ausgereiften Prototyps der Commodore Semiconductor Group zu kombinieren. Der daraus resultierende Computer traf – auch in Anbetracht des angekündigten Preises von höchstens 300 US-Dollar – auf großen Zuspruch beim Messepublikum. Auf der CES verkündete Commodore dann auch die erste offizielle Modellbezeichnung Video Interface Computer (VIC) und fasste den Beschluss, das Gerät in die Serienreife zu überführen. Die Arbeiten begannen unmittelbar nach der CES unter dem Codenamen Vixen.

#### Projekt Vixen
Nach der Präsentation auf der CES sollte der neue Computer innerhalb von nur einem Monat um Anschlussmöglichkeiten für Peripheriegeräte ergänzt und schließlich zur Serienreife gebracht werden. Die dabei verbauten technischen Komponenten wählte Commodore hauptsächlich nach wirtschaftlichen Gesichtspunkten. So entschied man sich beispielsweise für eine vergleichsweise günstige, aber langsame serielle Schnittstelle für den Betrieb mit Diskettenlaufwerken und Druckern. Ebenso hilfreich bei der Kostenminimierung war die Verwendung von Arbeitsspeicher, der ursprünglich für den inzwischen nicht mehr produzierten PET 2001 hergestellt worden war und nun weiterverwendet werden konnte. Ein ehemaliger Mitarbeiter von Commodore charakterisierte das entstandene Gerät zusammenfassend als „PET mit VIC-Chip“.

#### Überführung in die Produktion
Nachdem die Systemarchitektur und ein Großteil der Hardware-Komponenten entwickelt worden waren, erfolgte im Juli 1980 die Übergabe des Prototyps an Commodores Niederlassung in Japan. Dort führte man in enger Zusammenarbeit mit der US-amerikanischen Vermarktungsabteilung unter Leitung von Michael Tomczyk alle noch anstehenden Arbeiten aus, um das Gerät bedienungsfreundlich zu gestalten und eine reibungslose Produktion in der firmeneigenen japanischen Fabrik zu gewährleisten. Insbesondere mit Hinblick auf die minderwertigen Tastaturen der zudem teureren Konkurrenzcomputer beschlossen die Verantwortlichen, das Gerät mit einer professionellen Schreibmaschinentastatur auszurüsten. Damit erhoffte man sich außerdem, dass potentielle Käufer über die ansonsten vergleichsweise geringe Leistungsfähigkeit des Computers einfacher würden hinwegsehen können. Die Produktion in Japan startete schließlich im September 1980, zunächst mit einem täglichen Ausstoß von etwa 100 Computern.

### Vermarktung
Um die damals vielfach vorhandenen Berührungsängste mit Computern zu verringern, gab Commodores Vermarktungsabteilung bereits im Frühjahr 1980 dem zu dieser Zeit noch in Konstruktion befindlichen Gerät das Image eines benutzer- und familienfreundlichen Computers (englischer Slogan und Markenname The Friendly Computer). Die aufstrebende japanische Computerindustrie im Blick, beschloss Tramiel zur selben Zeit und entgegen den ursprünglichen Plänen, zunächst alle Ressourcen und Bemühungen auf den Verkauf in Japan zu konzentrieren. Mit dieser strategischen Entscheidung beabsichtigte er, die langfristig planenden japanischen Hersteller mit dem Billigcomputer im eigenen Land unter Druck zu setzen und damit von einer Expansion in die USA abzuhalten. Der konkurrenzlos niedrige Verkaufspreis diente dabei lediglich als Kaufanreiz zur schnellen Kundenbindung, insbesondere von Computereinsteigern. Commodores Geschäftsmodell setzte vielmehr auf die sich anschließenden, wesentlich profitableren Verkäufe von Zubehör und Software, denn der Computer allein war kaum sinnvoll einsetzbar. Parallel zu den Produktionsvorbereitungen hatte Commodore daher auch den Bau von Erweiterungen und die Bereitstellung von Peripheriegeräten veranlasst.

#### VIC 1001

Die für den Verkauf in Japan gewählte Bezeichnung Commodore VIC 1001 geht auf dortige Mitarbeiter zurück. Die nachgestellte Zahl setzte den neuen Computer in eine Reihe mit dem ebenfalls in Japan verkauften PET 2001, von dessen Renommee man zu profitieren gedachte. Bereits am Premierentag im September 1980 gingen am Premierenort, einem Tokioter Kaufhaus, etwa 1200 Bestellungen ein – eine in dieser Größenordnung nicht erwartete Menge. Dieser erfolgreiche Start war neben dem günstigen Preis von 69.800 Yen nicht zuletzt auch dem gleichzeitig aufgelegten Softwareangebot zu verdanken – Commodore hatte zuvor zahlreiche beliebte Spielhallenklassiker für den neuen Computer lizenziert und portiert. Begleitet wurde die Veröffentlichung des Geräts von einer Werbekampagne in den japanischen Printmedien. Ganzseitige Anzeigen präsentierten den VIC 1001 zudem als Computer, dessen Einsatz weit über Unterhaltungszwecke hinausreiche, da er vielseitig erweiterbar sei und somit für jeden Geschmack und Geldbeutel etwas biete.

#### VIC 20 und VC 20

Nachdem sich erste Lähmungserscheinungen der japanischen Computerindustrie abzeichneten, beschloss Commodore noch im September 1980, den Computer auch international zu vermarkten. Daraufhin erfolgte am 30. September 1980 die offizielle Ankündigung des nun Commodore VIC 20 genannten Geräts im Four Seasons in New York. Gleichzeitig lief eine Anzeigenkampagne in den USA an und man präsentierte den Heimcomputer in den darauffolgenden Monaten auf kleineren nationalen Computermessen. Nur wenig später stellte Commodore das Gerät auch auf der CES im Januar 1981 vor und machte es damit einem internationalen Fachpublikum bekannt. Während der Messe wurde die für damalige Verhältnisse hohe Anzahl von etwa 4000 Vorbestellungen getätigt, woraufhin Tramiel die Aufnahme der weltweiten Produktion weiter forcierte. Nach Fertigstellung der Handbücher Anfang Januar schlossen sich erste US-Verkäufe von umetikettierten Computern japanischer Produktion an, die mittlerweile einen täglichen Ausstoß von etwa 400 Computern erreicht hatte. Der VIC 20 wurde zunächst ausschließlich über autorisierte Commodore-Händler zu einem Preis von 299,95 US-Dollar vertrieben.

In Europa präsentierte Commodore den Computer zuerst auf der Hannover-Messe im April 1981, auf der auch die für Westdeutschland gedachte Variante des VIC 20 zu sehen war. Diese hatte man wegen der möglichen anstößigen Aussprache des Wortes VIC auf Betreiben der deutschen Niederlassung vorsorglich in Commodore VC 20 umbenannt. Dem neuen Kürzel VC gaben deutsche Mitarbeiter in Anlehnung an die sehr populäre Marke VW von Volkswagen zudem einen völlig neuen Sinn, nämlich den eines Zweibuchstabenworts für Volkscomputer – eines Computers für die Massen. Die offizielle Vorstellung des VIC 20 in Großbritannien erfolgte nur wenig später Mitte Juni auf der 2nd International Commodore PET Show in London. Bereits kurz zuvor hatte Commodore mit der Annahme von US-Handelsbestellungen auf der Summer CES begonnen.
Bei der Produktionsaufnahme und Auslieferung kam es sowohl in Amerika als auch in Europa wegen zahlreicher Probleme zu Verzögerungen. In den USA waren technische Erweiterungen zur Gewährleistung der elektromagnetischen Verträglichkeit und bei der Farberzeugung notwendig geworden, in Europa Anpassungen bei den Netzteilen und der Bildausgabe. Während erste im kalifornischen Santa Clara produzierte US-Geräte im März 1981 landesweit erhältlich waren, startete die Herstellung der für Europa gedachten Computer im westdeutschen Braunschweig erst im Sommer 1981. Im Oktober schließlich konnte der Computer dann in Westdeutschland für 899 DM und in Großbritannien für 199,99 Pfund Sterling erworben werden. In den übrigen belieferten europäischen Ländern erfolgte der Verkauf erst ab November. In Japan setzte Commodore den VIC 1001 derweil bereits in einer Größenordnung von 10.000 Stück pro Monat ab.

#### Massenvermarktung
Während die Versorgung in Europa anlief, baute Commodore in enger Zusammenarbeit mit der renommierten New Yorker Werbeagentur Kornhauser & Calene konsequent die weltweite Werbekampagne aus. Mithilfe des millionenschweren Werbeetats – ein Novum in der Heimcomputergeschichte – wurden in großer Zahl ganzseitige Werbeanzeigen in bekannten Fachzeitschriften geschaltet und regionale Werbespots produziert. Dabei setzte man beispielsweise in den USA gezielt auf den populären Schauspieler William Shatner als Commodores Markenbotschafter. Durch Shatner, der mit seiner Verkörperung des Kommandanten von Raumschiff Enterprise Bekanntheit erlangt hatte, erhielt der VIC 20 neben seiner angepriesenen Benutzerfreundlichkeit auch das verkaufsfördernde Image eines futuristischen High-Tech-Gerätes.
Ende 1981 begann Commodore mit der Belieferung der US-Supermarktkette K-Mart, womit die reine Massenvermarktung immer näher rückte. Mit steigendem Produktionsausstoß – mittlerweile stellten die Fabriken tausende Geräte pro Tag her – kamen weitere große amerikanische Handelsunternehmen wie Sears, Toys “R” Us, Musicland und J.C. Penny hinzu. Europa und dort insbesondere Großbritannien litten dagegen an Lieferengpässen, zu deren Abstellung Commodore Ende des Jahres eigens eine Fabrik im englischen Northamptonshire eröffnete. Weltweit verkaufte Commodore bis Ende 1981 etwa 100.000 der preiswerten Computer.

#### Spätere Revisionen und Zubehör
Trotz zahlreicher Tests wiesen etwa 100.000 Geräte der ersten Produktionsserien erhebliche Konstruktionsmängel auf. Neben überhitzungsbedingten Ausfällen kam es teilweise zu leichten Verbrennungen an den Fingern von Benutzern, weil der auch zur Wärmeableitung eingesetzte Steckmodulschacht zu heiß wurde. Zunächst behalf sich Commodore mit eher kosmetischen Änderungen am Gehäuse, um die Entlüftung zu verbessern. Doch erst eine Revision der Leiterplatte konnte die Probleme in zufriedenstellendem Maße beheben.

Die ab 1982 gebauten Computer erhielten eine vollständig überarbeitete und verkleinerte Platine, hauptsächlich um den Produktionsablauf zu vereinfachen und Kosten zu sparen. Damit einhergehend verlagerten die Ingenieure die bislang im Computergehäuse untergebrachte wärmeintensive Spannungsregelung in das externe Netzteil, womit die Überhitzungsprobleme endgültig abgestellt werden konnten. Parallel dazu versah man diese neuen Modelle – inoffiziell als cost reduced (deutsch „kostenreduziert“) bezeichnet – mit einem modernisierten Typenschild.
Anfang Januar 1982 stellte Commodore auf der CES weitere Ergänzungen für seinen ersten Heimcomputer vor, darunter das Diskettenlaufwerk Commodore VIC 1540 und umfangreiche und großteils in Eigenregie produzierte Software. Zum Unterstreichen der beworbenen Vielseitigkeit des Computers kam im März 1982 zum Produktsortiment ein besonders preisgünstiges Modem zur Datenfernübertragung hinzu. Zugleich schuf Commodore in den USA entsprechende Rahmenbedingungen für dessen Nutzung: Verträge mit großen Telekommunikationsdienstleistern wie Compuserve erlaubten das Abrufen vielfältiger Angebote wie etwa das Online-Magazin Commodore Information Network.
Im Frühjahr 1982 sah man sich angesichts aufkommender Konkurrenz zu einem ersten Preisnachlass für den Computer gezwungen, woraufhin der empfohlene Verkaufspreis in den USA auf etwa 240 US-Dollar fiel. Nur wenig später begann Commodore auch in Europa und hier vor allem in Großbritannien den Vertrieb des Heimcomputers auf Warenhausketten auszudehnen. Tramiels Aussage nach verkaufte Commodore so bis zum Sommer 1982 weltweit mehr Heimcomputer als Apple Inc. in all den Jahren zuvor.

#### Heimcomputerkriege und Bündelangebote
Nachdem sich der VIC 20 innerhalb eines Jahres auf dem internationalen Heimcomputermarkt als feste Größe hatte etablieren können, sahen andere Hersteller ihre Absatzmärkte in zunehmendem Maße bedroht. Texas Instruments reagierte darauf im September 1982 mit einem drastischen Rabatt auf seinen eigenen Heimcomputer TI-99/4A. Damit sollte Commodores Gerät seines größten Vorteils beraubt werden – seines bis dahin unerreicht niedrigen Preises. Ursprünglich mit 300 US-Dollar ausgepreist, war der TI-99/4A fortan für 199 US-Dollar erhältlich. Der Preis des VIC 20 war damit um 40 US-Dollar unterboten worden. Commodore reagierte jedoch noch am selben Tag mit einer Preissenkung des VIC auf 199,95 US-Dollar. Trotz der sich anschließenden ruinösen Preiskämpfe in der Heimcomputerbranche („Heimcomputerkriege“) verkündete Commodore auf der Winter CES im Januar 1983, als erster Hersteller 1 Million Heimcomputer gleichen Typs verkauft zu haben. Das unabhängige US-amerikanische Marktforschungsunternehmen The Yankee Group schätzte, dass 1982 allein in den Vereinigten Staaten 485.000 Geräte abgesetzt werden konnten. Auf den westdeutschen Heimcomputermarkt entfielen etwa 60.000 Geräte. Ermöglicht wurden diese Absatzzahlen nicht zuletzt durch den mittlerweile auf 9000 Geräte gesteigerten täglichen Produktionsausstoß.
Im Fahrwasser der Verkaufserfolge – und auch in Hinblick auf die Förderung des Ende 1982 erschienenen zweiten Heimcomputers und Premiummodells Commodore 64 – wurde ab Januar 1983 der Preis des Computers zunächst auf 125 US-Dollar und dann auf 99 US-Dollar gesenkt. Hinzu kamen zahlreiche Bündelangebote mit Zubehör und Software. So war der VIC 20 in Großbritannien beispielsweise ab Juni 1983 mitsamt Datassette und fünf Softwarekassetten für 139 Pfund Sterling erhältlich. In Westdeutschland konnte der VC 20 im Weihnachtsgeschäft desselben Jahres mit Datassette, vier Spielen und einer passenden Sporttasche für 498 DM erworben werden. Durch all diese verkaufsfördernden Maßnahmen gelang es Commodore nach eigenen Angaben als erstem Hersteller 2 Millionen Computerexemplare abzusetzen. The Yankee Group ging davon aus, dass davon allein in den Vereinigten Staaten 950.000 Geräte ihre Abnehmer fanden. Im Jahr 1984 sank der unverbindliche Verkaufspreis schließlich auf den Tiefststand von 79 US-Dollar, ohne dass Commodore dabei Verluste entstanden – die reinen Herstellungskosten des Computers wurden von der zeitgenössischen Fachpresse auf weniger als 60 US-Dollar geschätzt.

#### Produktionseinstellung
Nach der Ankündigung der offiziellen Nachfolgemodelle Commodore 16 und des ausschließlich für Westdeutschland bestimmten Commodore 116  stellte Commodore im Juni 1984 die Produktion des VIC ein. Die Aktivitäten beschränkten sich fortan auf Abverkäufe vorproduzierter Geräte. Zusammen mit diesen umfangreichen Lagerbeständen setzte Commodore insgesamt vermutlich 2,5 Millionen VIC-Computer weltweit ab, davon allein 1,5 Millionen in den USA und etwa 250.000 in Westdeutschland.

### Moderne Nachbauten
Die einfache Architektur des Systems und umfangreiche Dokumentationen des Herstellers ermöglichen den miniaturisierten Nachbau der Elektronik mit heutigen technischen Mitteln bei gleichzeitig überschaubarem Aufwand. Eine solche moderne Realisierung erfolgte erstmals 2008 – wie bei anderen Heimcomputersystemen auch – als Implementierung auf einem programmierbaren Logikschaltkreis (FPGA) nebst Einbettungssystem.
Im Juni 2020 stellte Retro Games mit THEVIC20 einen Nachbau des VC 20 in Originalgröße und mit vorinstallierten Spielen vor.

## Technische Details
Das Gehäuse des Computers enthält eine einzelne Platine mit allen elektronischen Baugruppen, den Peripherieanschlüssen, dem nach außen geführten Systembus für Erweiterungen, der Bildschirmausgabe und bei den bis 1982 produzierten Geräten der Spannungsregelung für das externe Netzteil. Eine spätere Revision lagerte die wärmeintensive Spannungsregelung in das externe Netzteil aus und der VIC Chip erhielt ein Metallgehäuse zur Abschirmung.

### Hauptprozessor
Die Systemarchitektur basiert auf dem 8-Bit-Mikroprozessor MOS 6502. Die CPU kann auf einen Adressraum von 65536 Byte zugreifen, was auch die theoretisch mögliche Obergrenze des Arbeitsspeichers von 64 KB festlegt. Der Systemtakt beträgt bei PAL-Geräten 1,10 MHz, für solche mit NTSC-Ausgabe dagegen 1,02 MHz.

### Spezialbaustein VIC
Zur Generierung von Grafik und Ton kommt in Commodores erstem Heimcomputer ein spezieller hochintegrierter elektronischer Baustein zum Einsatz, der Video Interface Controller (kurz VIC). Die zur Erzeugung der audiovisuellen Ausgabe benötigten Daten entnimmt er dem Arbeits- und Festwertspeicher des Computers. Die unterschiedlichen Fernsehnormen (NTSC, PAL) werden im Wesentlichen durch verschiedene Versionen des VIC realisiert: in NTSC-Computern für den japanischen und amerikanischen Markt wurde der MOS 6560 verbaut, in denen für PAL-Systeme beispielsweise in Europa der MOS 6561. Darüber hinaus dient der VIC auch zum Auslesen von Paddle-Controllern und zur Ermittlung der Position eines Lichtgriffels.

#### Grafik

Programmierbildschirm mit einer Auflösung von 22 × 23 Zeichen aus je 8 × 8 Bildpunkten

Mit dem VIC können insgesamt 200 Bildzeilen mit jeweils 192 Bildpunkten am Fernsehgerät beziehungsweise Monitor ausgegeben werden. Allerdings ist es nicht sinnvoll, alle Bildpunkte auch zu nutzen, weil es durch die Wölbung zeitgenössischer Bildröhren zu störenden Verzerrungen in deren Randbereich kommt. Aus diesem Grund unterstützt die Systemsoftware des Computers lediglich einen kleineren Anzeigebereich. Commodore wählte für diesen rechteckigen Ausschnitt die Größe von 176 horizontalen und 184 vertikalen Bildpunkten. Diese zunächst willkürlich anmutenden Abmessungen sind der ausschließlichen Verwendung von Zeichensatzgrafik geschuldet, die den Bildschirm wiederum in aneinandergereihte Blöcke – die Zeichen – aus jeweils 8 × 8 oder 8 × 16 Bildpunkten unterteilt. Diese Art der Bildschirmorganisation zeichnet sich insbesondere bei sich wiederholenden Punktmustern, wie sie etwa bei der Darstellung von Text auftreten, durch den geringen Arbeitsspeicherbedarf aus.
Die Inhalte der maximal 256 definierbaren Zeichen, die beispielsweise gerasterte Buchstaben oder Teile einer Grafik sein können, werden vom VIC entweder aus dem Festwertspeicher oder dem Arbeitsspeicher geladen. Zusätzlich können jedem Zeichen Farbwerte aus einer Palette von 8 beziehungsweise 16 Farben zugeordnet werden, die zuvor im Farbspeicher und in Steuerregistern des VICs zu hinterlegen sind. Diese Daten wiederum können vom VIC unterschiedlich verarbeitet werden, woraus sich verschiedene Anzeigemodi mit unterschiedlichen Auflösungen und Farbmöglichkeiten pro Zeichen ergeben. Der zum Programmieren in BASIC vom Computer bereitgestellte Editier-Bildschirm beispielsweise besteht aus insgesamt 22 × 23 jeweils zweifarbigen Zeichen. Fortgeschrittenere Programmiertechniken erlauben die vertikale Mischung der vom VIC verschieden interpretierten Zeichensatz- und Farbdaten.

#### Ton
Zur Erzeugung und Ausgabe von Tönen verfügt der VIC-Chip über drei separate Tongeneratoren. Der erste dient der Generierung tiefer, der zweite mittlerer und der dritte hoher Töne. Es sind keine individuellen Lautstärkeeinstellungen für die jeweiligen Kanäle möglich, wohl aber kann allen derselbe Lautstärkewert zugewiesen werden. Darüber hinaus befindet sich ein spezieller Generator für die Bereitstellung von gleichverteilten Zufallszahlen (Weißes Rauschen) im VIC-Chip, mit dem auch Geräusche wie etwa Explosionen in Spielen erzeugt werden können.

### Speicheraufteilung, Arbeits- und Festwertspeicher
Der von der CPU und VIC ansprechbare Adressraum segmentiert sich bei Commodores erstem Heimcomputer in verschiedene Abschnitte unterschiedlicher Größe. Aus praktischen Gründen ist es üblich, für deren Adressen anstelle der dezimalen Notation die hexadezimale zu verwenden. Ihr wird zur besseren Unterscheidbarkeit üblicherweise ein $-Symbol vorangestellt. Den Adressen von 0 bis 65535 in dezimaler Notation entsprechen im hexadezimalen System die Adressen $0000 bis $FFFF.
Ab Werk wurde der Computer mit 5 KB Arbeitsspeicher ausgeliefert, der die Segmente $0000 bis $03FF und $1000 bis $1FFF belegt. Die 1024 Bytes des ersten Bereichs werden dabei vom Betriebssystem und dem BASIC-Interpreter benutzt, um für den Computerbetrieb benötigte Werte hinterlegen zu können. Ist die von Commodore angebotene 3-KB-Erweiterung VIC 1210 eingesteckt, dann reicht deren Arbeitsspeicher von $0400 bis $1FFF. Der sich anschließende Adressbereich bis $7FFF steht für weiteren aufzurüstenden Arbeitsspeicher zur Verfügung, der jedoch nicht vom VIC-Chip genutzt werden kann. Der Zeichensatz für die Bilddarstellung ist im Festwertspeicher untergebracht, der sich von $8000 bis $8FFF erstreckt. Von $9000 bis $912F befinden sich die Adressen des elektronischen Schaltkreises für die Ein-/Ausgabe sowie die für den VIC-Spezialbaustein. Der zur Speicherung der Farbinformationen vorgesehene Arbeitsspeicher ist je nach Konfiguration des Systems entweder im Bereich von $9400 bis $95FF oder aber von $9600 bis $97FF lokalisiert. Der Inhalt von ROM-Steckmodulen wird zwischen $A000 und $BFFF eingeblendet. Die im System-ROM enthaltenen Programmroutinen des BASIC-Interpreters und des Betriebssystems („Kernal“) reichen von $C000 bis $DFFF beziehungsweise $E000 bis $FFFF.

### Ein- und Ausgabe, Schnittstellen
Als Verbindungen zur Außenwelt stehen eine Kontrollerbuchse zum Anschluss diverser Eingabegeräte, ein Ausgang für den Monitor oder RF-Modulator zum Fernseher, der User-Port, ein Datassetten-Anschluss, der Erweiterungsschacht etwa zur Verwendung von Steckmodulen sowie eine Buchse der proprietären seriellen Schnittstelle (Serial Input Output, kurz SIO) zur Verfügung. Letztere dient dem Betrieb von entsprechend ausgestatteten „intelligenten“ Peripheriegeräten mit Identifikationsnummern. Dabei kommt eine vereinfachte und Commodore-spezifische Variante des IEEE-488-Übertragungsprotokoll zum Einsatz. Drucker, Diskettenlaufwerke und andere Geräte mit zwei SIO-Buchsen können so „verkettet“ angeschlossen werden. Dabei dient jeweils eine der beiden Buchsen zur Kommunikation des Geräts mit dem Computer und die verbleibende zum Anschluss und Verwalten eines weiteren Geräts. Die in vielen anderen zeitgenössischen Computersystemen verwendeten Standardschnittstellen RS-232C (seriell) und Centronics (parallel) werden durch extra zu erwerbende Schnittstelleneinheiten zur Verfügung gestellt.
| | Externer HF-Modulator |  |  |
| |                       |  |  |
| Zum Identifizieren der einzelnen Bauteile/Anschlüsse diese mit dem Mauszeiger überfahren und für weitere Informationen ggf. anklicken. |                       |  |  |

## Erweiterungen und Peripherie
Der Computer war wegen seiner minimalistischen Hardwareausstattung bereits zum Zeitpunkt seines Erscheinens lediglich für die Bearbeitung einfachster Aufgaben geeignet. Ambitioniertere Projekte und grafische Anwendungen erforderten Aufrüstungen beispielsweise des Arbeitsspeichers. Solche Erweiterungen zum Ausbau des Systems waren sowohl von Commodore als auch von zahlreichen Drittherstellern erhältlich. Die Modellbezeichnungen von Commodores Produktes orientierten sich dabei auch im internationalen Vertrieb an der japanischen Bezeichnung des Computers VIC 1001. Die letzte Ziffer 1 charakterisiert dabei den Computer als Basisgerät. Erweiterungen und Peripheriegeräte erhielten fortlaufende Nummern wie beispielsweise 1020 usw. Der Großteil der externen Erweiterungen wird am Expansionsport des Computers angeschlossen, Peripheriegeräte wie Massenspeicher und Drucker dagegen häufig an der seriellen Schnittstelle. Eine Ausnahme bildet das Modem, das mithilfe der parallelen Schnittstelle des Computers, des Userports, betrieben wird.

### Baugruppenträger

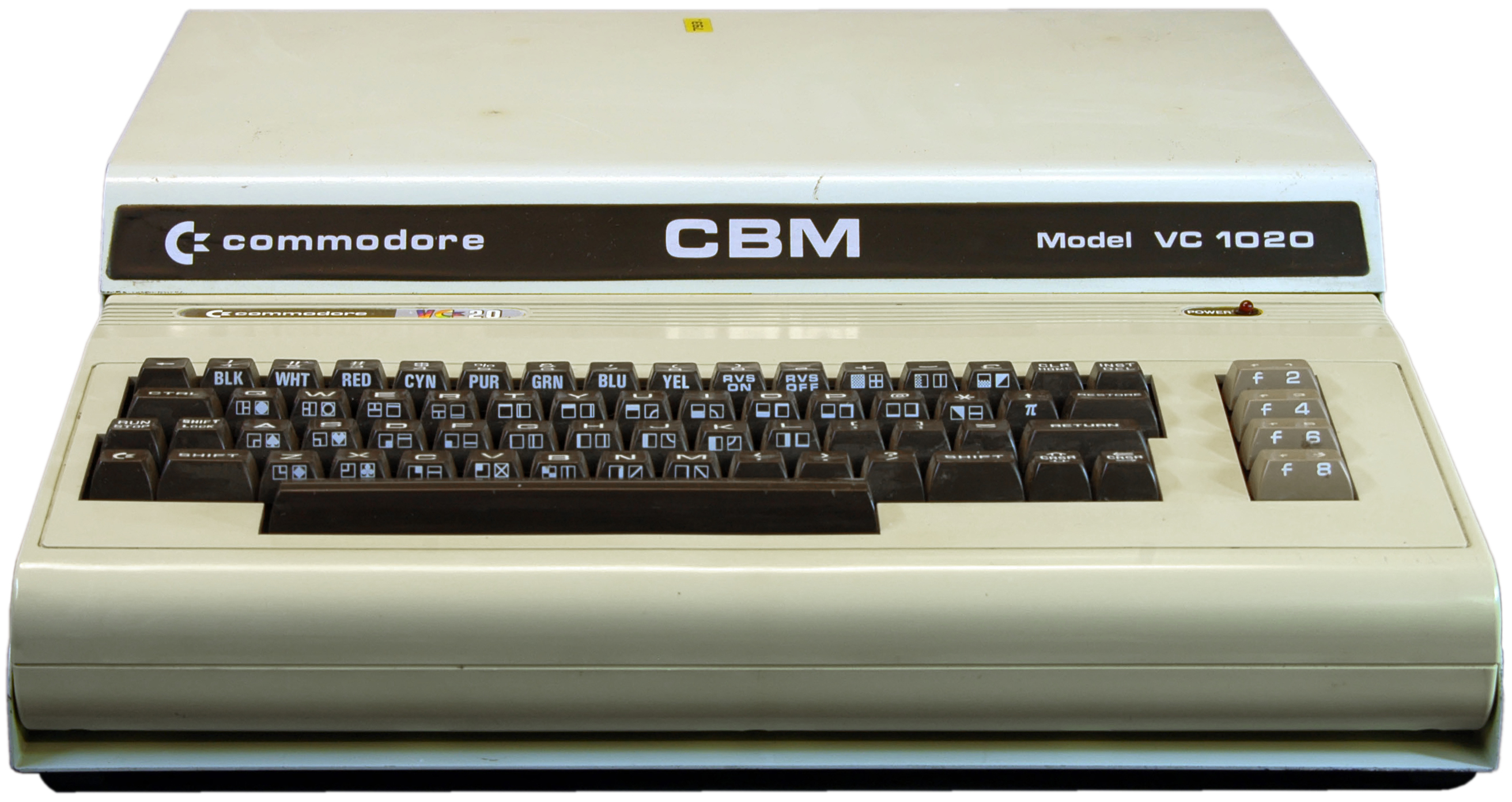
Computer mit angeschlossenem Baugruppenträger VC 1020. Das stabile Metallgehäuse dient auch als Untersatz für ein Bildgerät.

Der Computer verfügt lediglich über einen einzelnen Erweiterungssteckplatz und kann damit werksseitig auch nur eine einzelne Erweiterung aufnehmen. Damit Arbeitsspeicherzusätze und steckmodulbasierte Software, aber auch spezielle Peripheriegeräte gleichzeitig genutzt werden können, wird zusätzlich ein Baugruppenträger benötigt. Nach Anschluss eines solchen Gerätes am Expansionssteckplatz des Computers stehen mehrere Steckplätze nebst entsprechender Ansteuerungselektronik für die eigentlichen Erweiterungen zur Verfügung.
Zu den bekanntesten Baugruppenträgern zählen die ab Anfang 1982 von Commodore angebotenen Modelle VIC 1010 und VIC 1020 (in Westdeutschland VC 1020 genannt) mit jeweils sechs Erweiterungsschächten. Dritthersteller brachten etwa zur selben Zeit ebenfalls entsprechende Geräte auf den Markt. In Großbritannien beispielsweise bot Arfon Microelectronics Ltd. die VIC Expansion Unit und nur wenig später auch Arfon Micro an. Sowohl VIC 1020 als auch die Systeme von Arfus dienten durch ihre robuste Bauweise gleichzeitig als Untersatz für eine augenfreundliche erhöhte Positionierung von Bildgeräten. In Westdeutschland vertrieb Data Becker ab 1982 seine eher für ein professionelles Umfeld gedachte Erweiterungsbox System 19 mit sieben Steckplätzen. Die Preise für die in Westdeutschland erhältlichen Erweiterungssysteme reichten 1982 von 500 DM für Commodores unbestückte VC 1020 bis hin zu 11.000 DM für ein vollständig ausgebautes System 19.

### Steckzusätze
Mit dem werksseitig verbauten Arbeitsspeicher mit einer Kapazität von nur 5 KB war kaum eine sinnvolle Nutzung des Computers möglich. Commodore selbst bot entsprechende externe Erweiterungen für den Arbeitsspeicher mit bis zu 16 KB in Form von Steckmodulen an, die am Erweiterungssteckplatz oder im Baugruppenträger ihren Platz fanden. Die Speicherkapazitäten der häufig ebenfalls als Steckmodul ausgeführten Erweiterungen von Drittherstellern erreichten dagegen bis zu 64 KB.
Zum Programmieren und für den sinnvollen Einsatz von Anwendungsprogrammen war es neben der Aufstockung des Arbeitsspeichers zudem notwendig, die Anzahl der darstellbaren Zeichen pro Bildschirmzeile von den werksseitigen 22 auf 40 oder in speziellen Fällen auf bis zu 80 zu erhöhen. Commodore selbst veröffentlichte keine entsprechenden Hardware-Erweiterungen, Dritthersteller jedoch brachten ab 1982 eine Fülle davon auf den Markt. Häufig waren diese Erweiterungen kombiniert mit Arbeitsspeicherzusätzen. Darüber hinaus verfügten diverse Grafikerweiterungen über eigenen Festwertspeicher mit weiteren BASIC-Befehlen zum einfachen Gebrauch der verbesserten grafischen Fähigkeiten.
Eine dritte Gruppe von Erweiterungen ermöglicht den Betrieb von ursprünglich nicht auf den Computer abgestimmten Geräten und Programmen. So erlaubt etwa das von Commodore herausgebrachte Schnittstellenmodul VIC 1112 beispielsweise den Anschluss von einigen Druckern und Diskettenlaufwerken aus Commodores PET-Computerreihe.

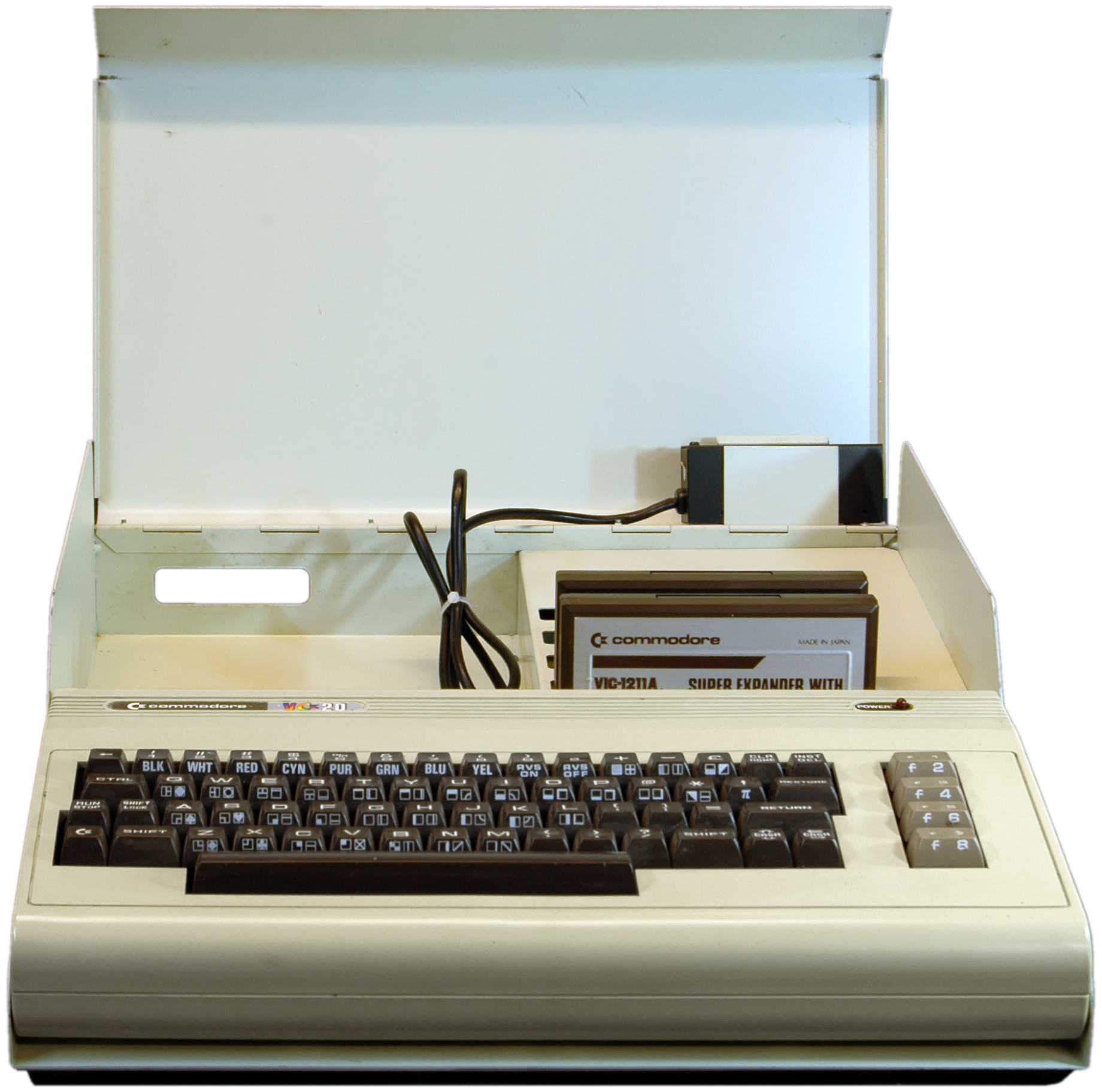
VC 20 mit VC 1020
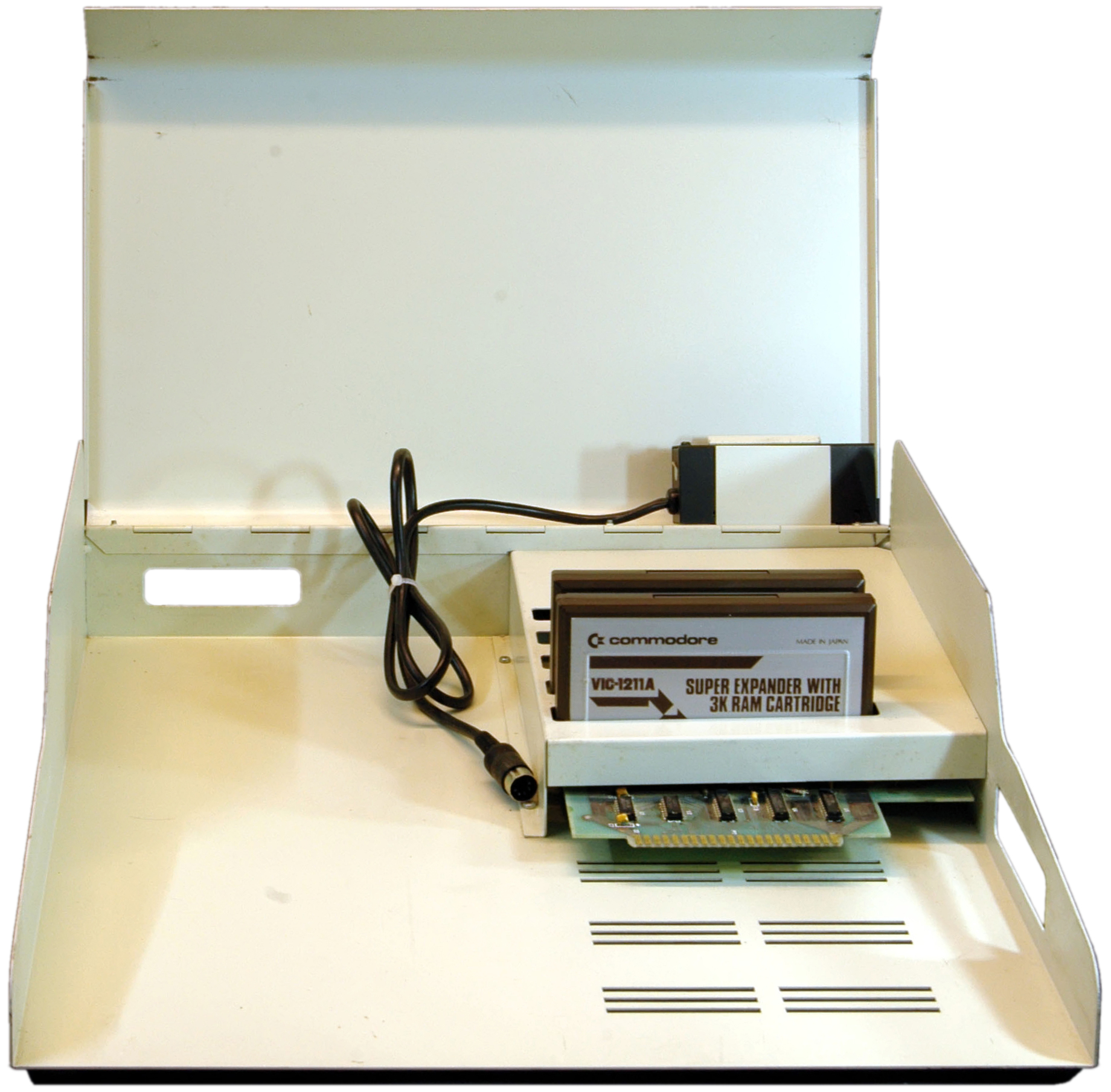
Details
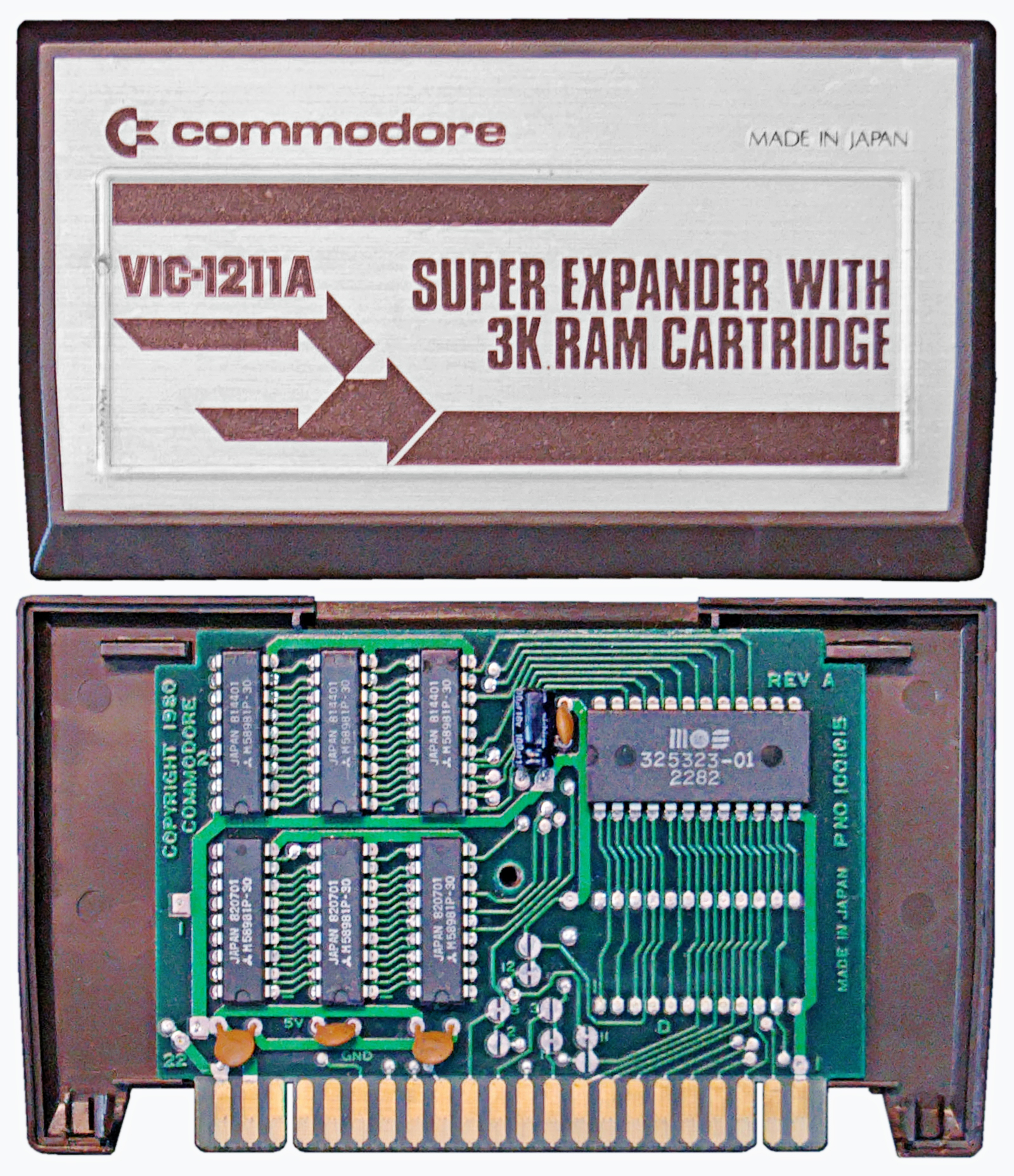
Erweiterungsmodul VIC 1211A
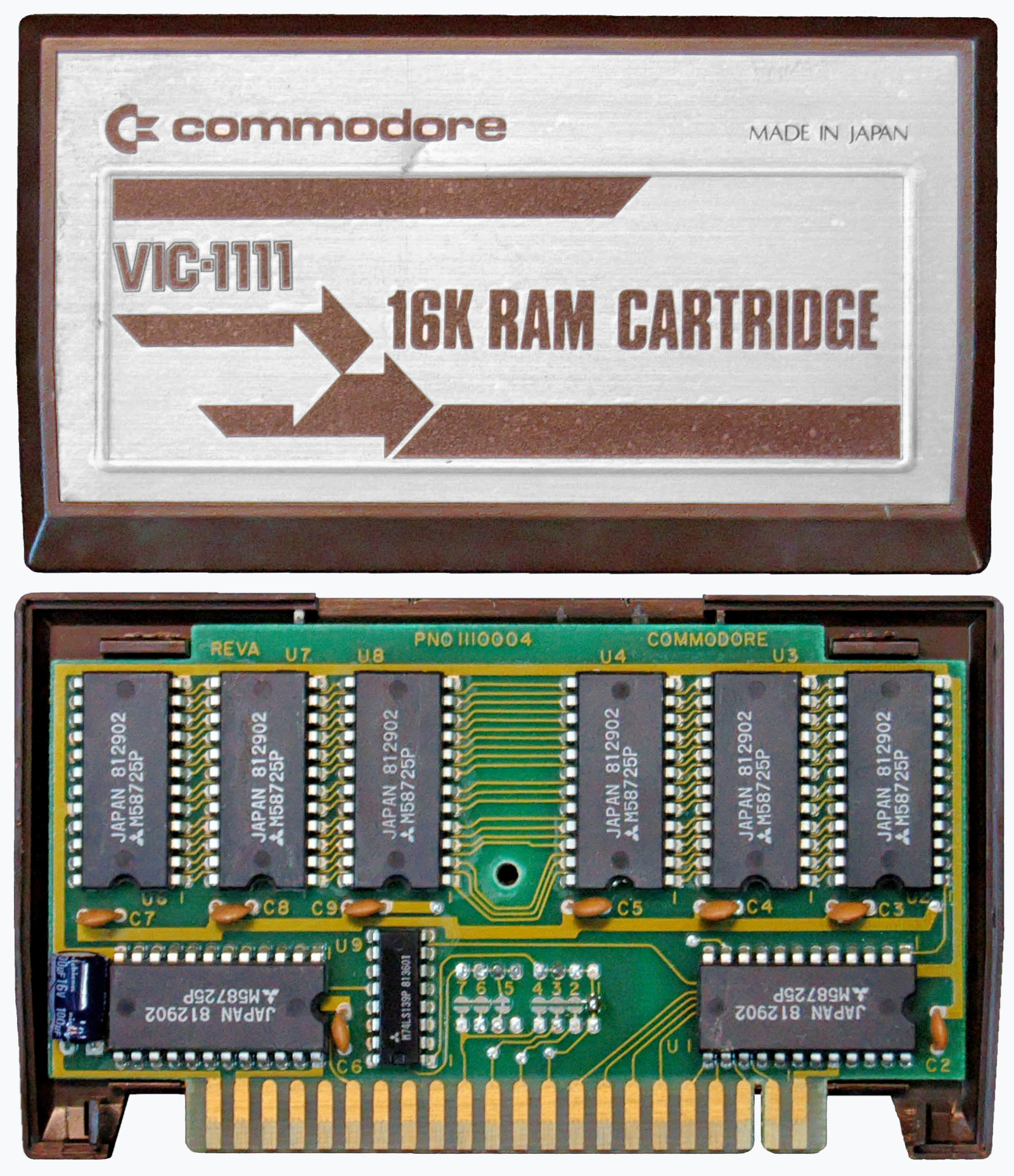
Erweiterungsmodul VIC 1111

### Massenspeicher
Für die Datensicherung kamen bei Heimcomputern der frühen 1980er Jahre hauptsächlich Kassettenrekorder und Diskettenlaufwerke, im professionellen Umfeld bei den Personalcomputern zunehmend auch Fest- und Wechselplattenlaufwerke zum Einsatz. Die günstigste Variante der Datenaufzeichnung durch Kompaktkassetten hat im Allgemeinen den Nachteil niedriger Datenübertragungsraten und damit langer Ladezeiten, wohingegen die schnelleren und verlässlicheren Disketten- und Plattenlaufwerke sehr viel teurer in der Anschaffung waren. Bei Veröffentlichung von Commodores erstem Heimcomputer standen ihm lediglich Kassettenrekorder als Massenspeicher zur Verfügung.

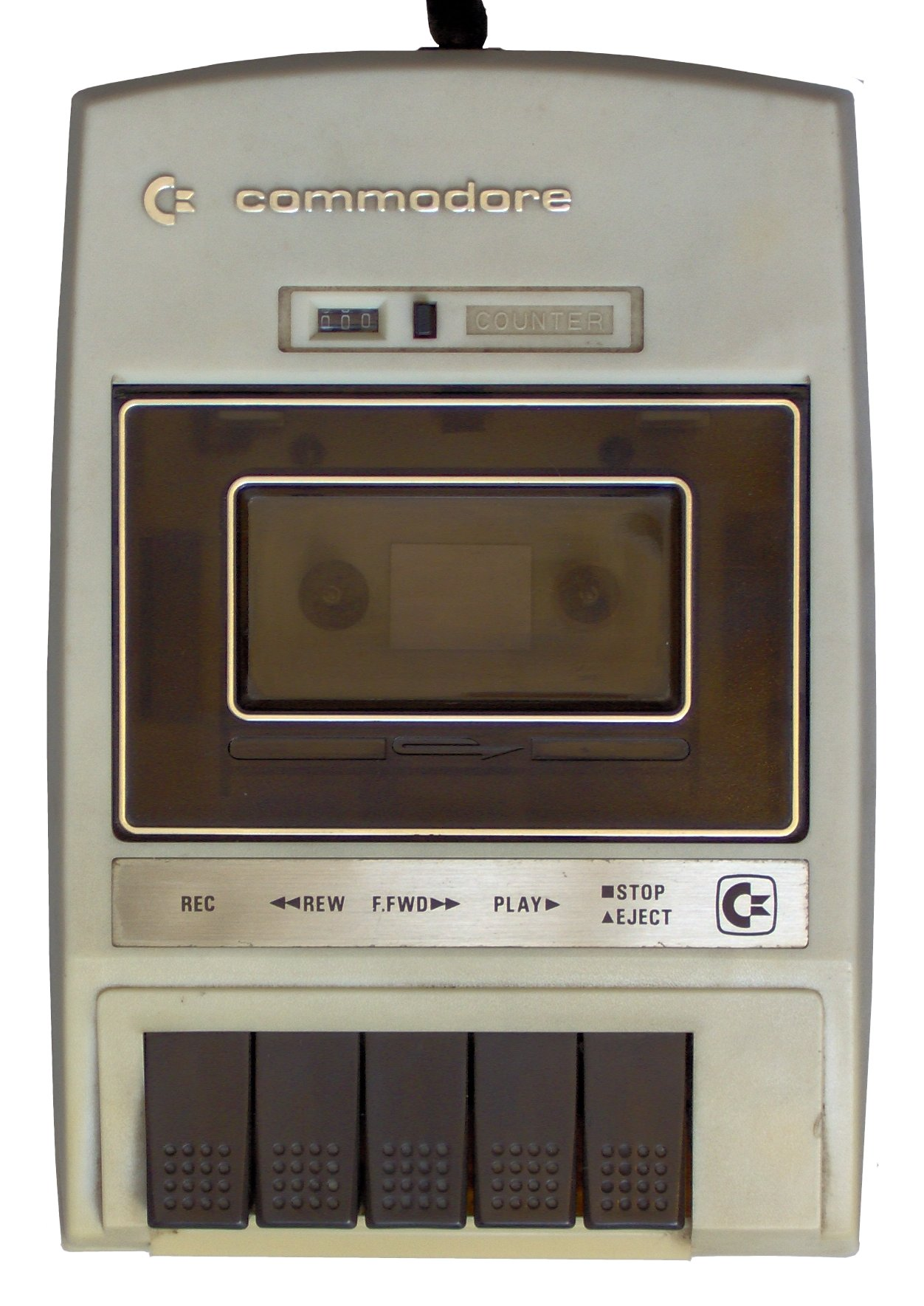
Commodore C2N
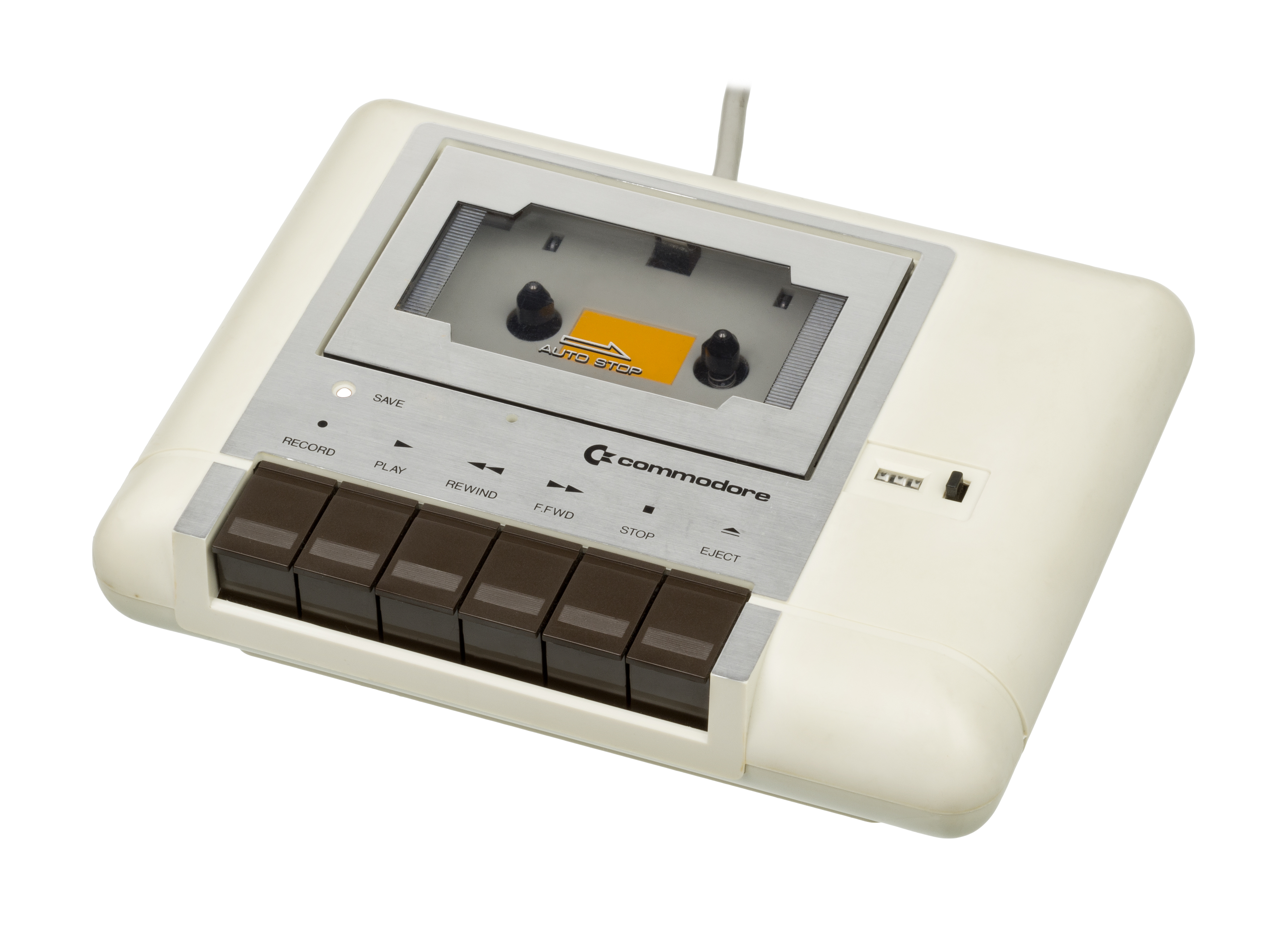
Commodore 1530

Im Gegensatz zu anderen zeitgenössischen Heimcomputern wie beispielsweise dem Tandy TRS-80 oder dem Sinclair ZX81 kann der erste Heimcomputer von Commodore zum Speichern von Daten ab Werk nicht mit handelsüblichen Kassettenrekordern betrieben werden. Vielmehr benötigt er ein auf seine spezielle Kassettenbuchse abgestimmtes Gerät wie beispielsweise den Programmrekorder C2N. Im Gegensatz zu anderen zeitgenössischen Heimcomputersystemen ist die Verlässlichkeit durch doppelt geschriebene Datenblöcke höher, die durchschnittliche Datenübertragungsrate mit 300 Bit/s und die maximale Kapazität mit 30 KB pro C30-Kompaktkassette dafür jedoch deutlich geringer. Abhilfe schafften softwarebasierte Änderungen des Aufzeichnungsformats, wie sie Rabbit, Arrow und das 1985 veröffentlichte Turbo Tape bereitstellten. Damit konnten Daten wie auch bei der später herausgebrachten Datassette Commodore 1531 in etwa gleich schnell wie mit einem Diskettenlaufwerk geladen und gespeichert werden.
Ein passendes Diskettenlaufwerk, d. h. ein auf Commodores SIO-Schnittstelle abgestimmtes Gerät, stellte Commodore erstmals auf der Winter CES 1982 vor. Wegen technischer Probleme war das VIC 1540 beziehungsweise VC 1540 genannte Gerät erst im Frühjahr 1982 erhältlich. Mit diesem Diskettenlaufwerk können 5¼″-Disketten einseitig in einfacher Schreibdichte mit 690 Sektoren à 256 Bytes beschrieben werden. Pro Diskette lassen sich so 174,848 Bytes an Daten abspeichern. Die Datenübertragungsrate ist aufgrund fehlerhafter Peripheriebausteine des Computers sehr gering und erreicht Transferraten von etwa 8 KB pro 25 Sekunden (etwa 330 Bit/s). Trotz der zahlreichen Mängel des mit 595 US-Dollar (396 britische Pfund, 1798 DM) zunächst sehr teuren Gerätes war die Nachfrage sehr viel größer als die Anzahl der von Commodore bereitgestellten Geräte. Aus diesem Grund entschieden sich nur sehr wenige Softwarehersteller, ihre Programme auch im Diskettenformat zu veröffentlichen. Das später für den Commodore 64 herausgebrachte Diskettenlaufwerk Commodore VIC 1541 ist ohne Einschränkungen mit Commodores erstem Heimcomputer nutzbar.

### Ein- und Ausgabegeräte, Datenfernübertragung
Zur Eingabe stehen neben der Tastatur mit insgesamt 66 Tasten inklusive vierer Funktionstasten verschiedene hauptsächlich am Joystickport anzuschließende Geräte zur Verfügung. Dazu zählen Joysticks verschiedenster Hersteller, Drehregler, Lichtstifte und Grafiktabletts von ChalkBoard und Koala Technologies Corp.
Die Ausgabe von Text und Grafik kann sowohl an einem Monitor als auch an einem Fernsehgerät via HF-Modulator erfolgen. Zur schriftlichen Fixierung dienen die nadelbasierten Druckermodelle VIC 1515 und VIC 1525, die sich technisch im Wesentlichen nur durch die Systemsoftware und die Art der Papierzufuhr voneinander unterscheiden. Drucker von Fremdherstellern können nur mithilfe von entsprechenden Erweiterungen betrieben werden, da Commodores erster Heimcomputer nicht über entsprechende Standardschnittstellen verfügt.
Zum Unterstreichen der beworbenen Vielseitigkeit stellte Commodore im Frühjahr 1982 für die US-amerikanische Benutzerschaft ein mit knapp 110 US-Dollar konkurrenzlos preisgünstiges 300-Baud-Modem zur Datenfernübertragung vor. Zugleich schuf Commodore entsprechende Rahmenbedingungen für die sinnvolle Nutzung des VIC Modem 1600 genannten Geräts. Verträge mit großen Telekommunikationsdienstleistern wie CompuServe erlaubten den Benutzern das Abrufen vielfältiger Daten beispielsweise durch das Online-Magazin Commodore Information Network. Damit das Modem genutzt werden konnte, war eine Aufrüstung des Computers mit zusätzlichem Arbeitsspeicher unumgänglich.

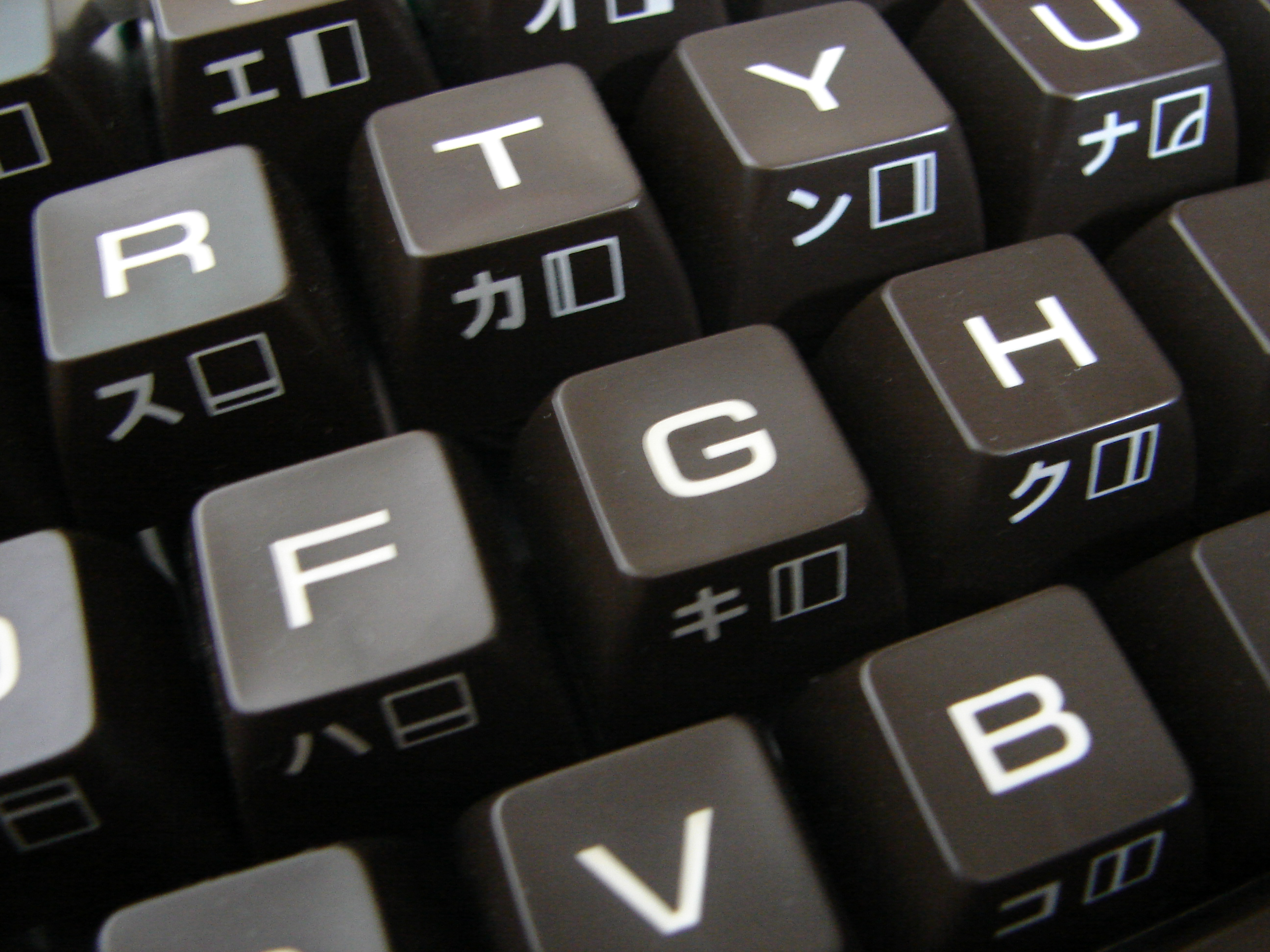
Tasten des VIC 1001
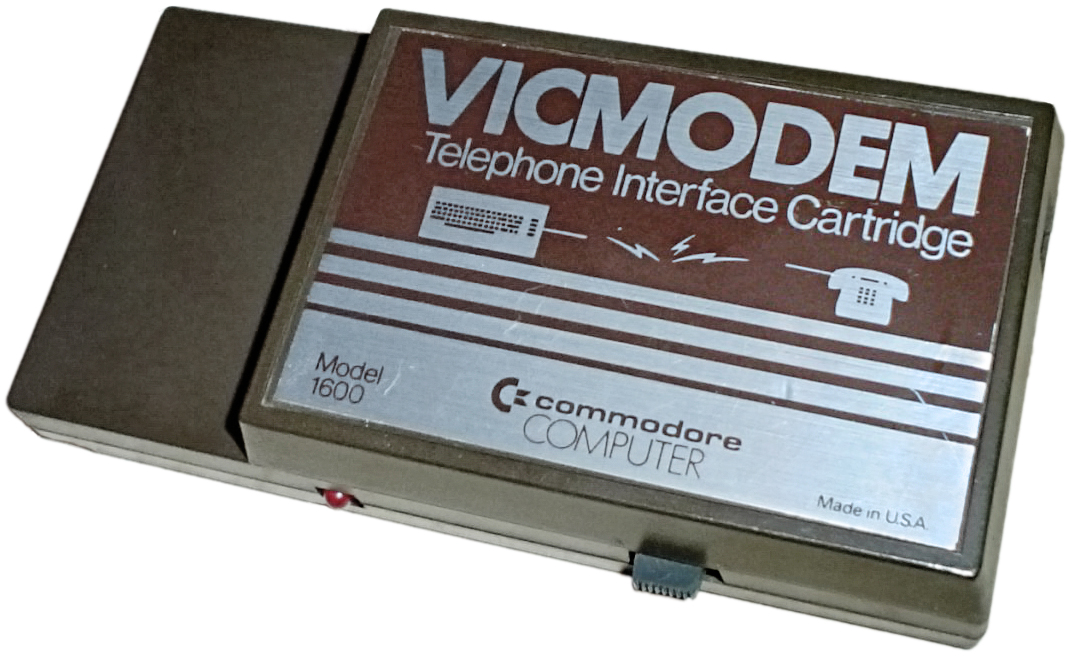
VIC Modem 1600
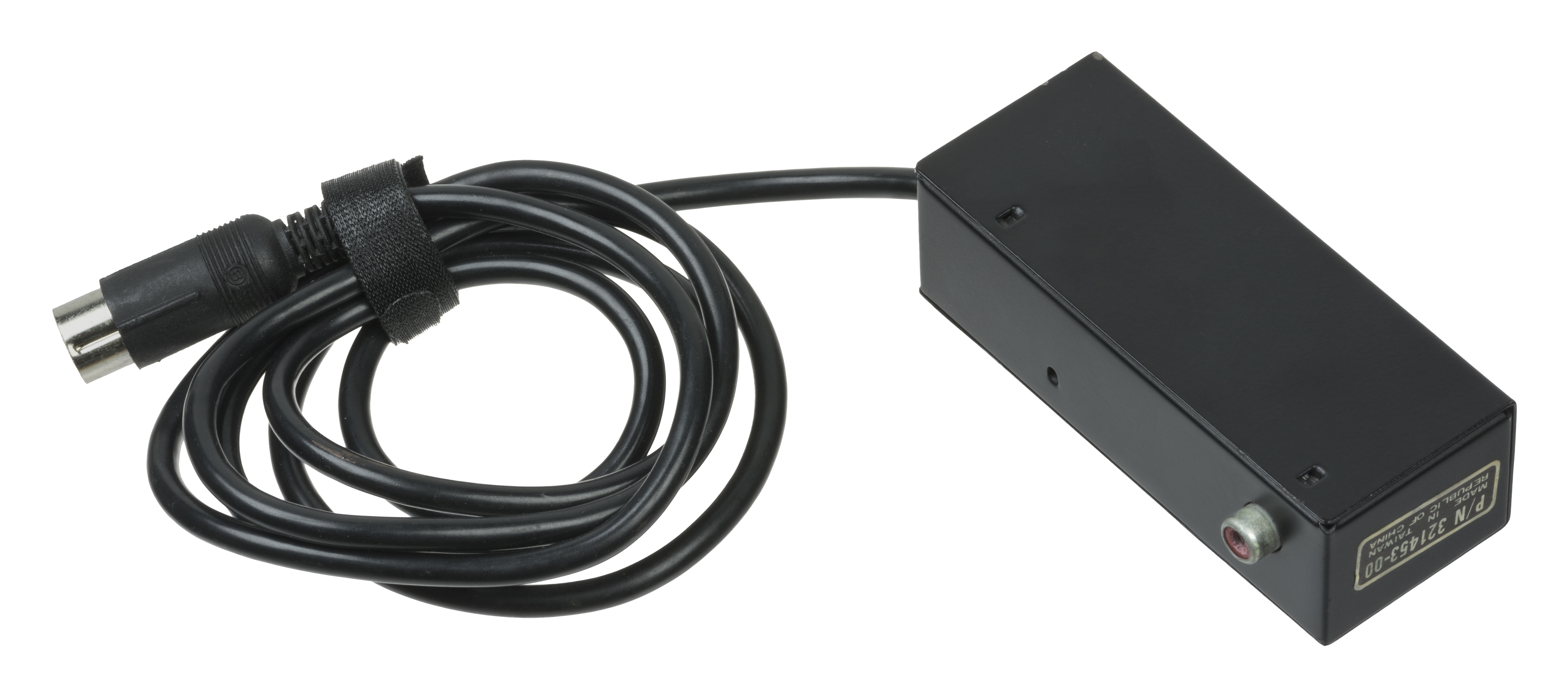
HF-Modulator
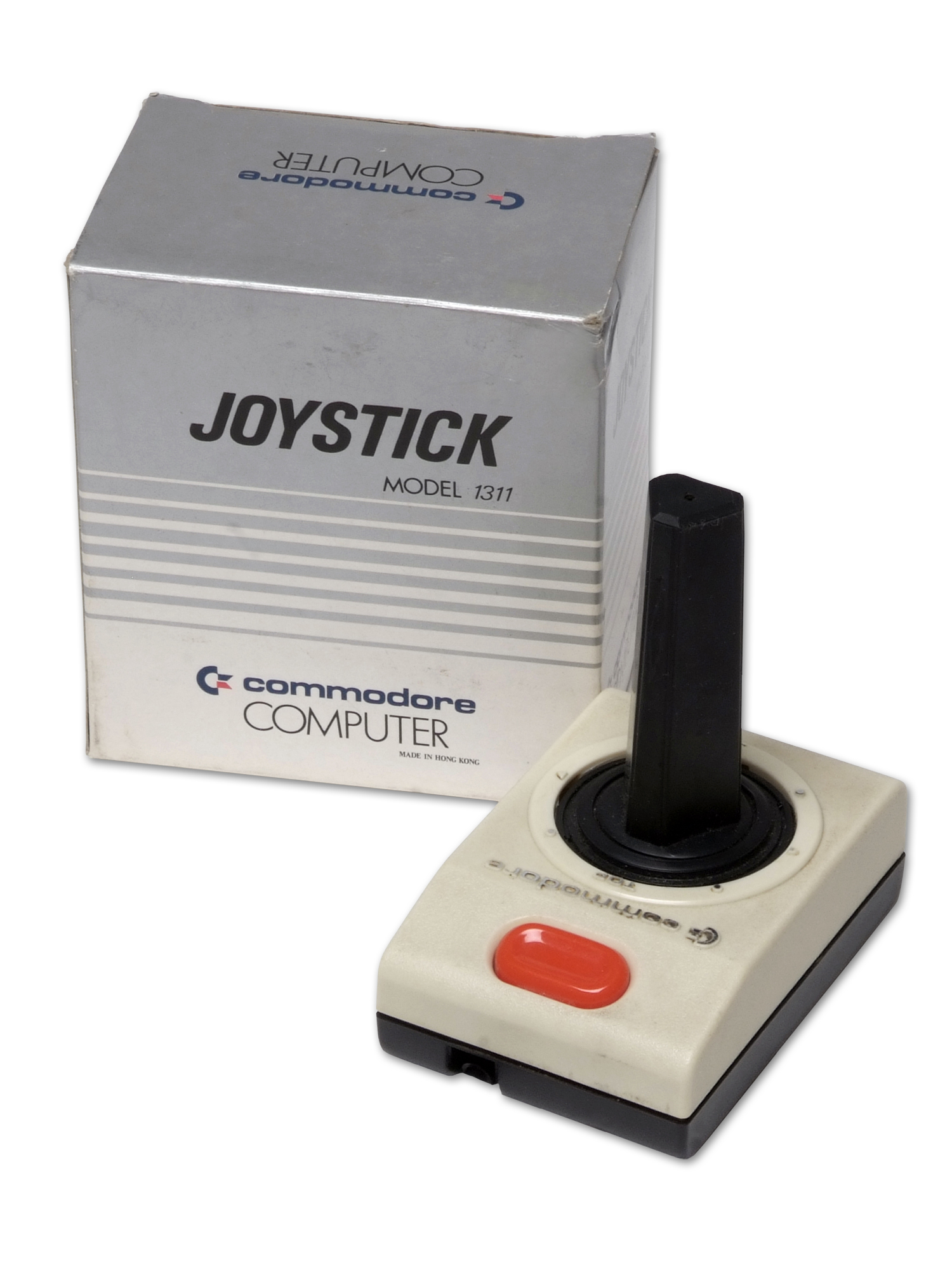
Joystick Commodore VC 1311

## Software
Wie bei anderen Heimcomputern der 1980er Jahre auch erfolgte der Vertrieb kommerzieller Zusatzsoftware auf verschiedenen Datenträgern. Die insbesondere bei Spieleherstellern beliebten preiswerten Kompaktkassetten waren durch die starke mechanische Beanspruchung des Magnetbandes allerdings sehr anfällig für Fehler und ihr Einsatz war oft mit langen Ladezeiten verbunden. Zudem sind mit Datasetten bestimmte Betriebsarten wie die beispielsweise zum Betrieb von Datenbanken vorteilhafte relative Adressierung nicht möglich. Bei den in der Herstellung vielfach teureren Steckmodulen dagegen standen die darin enthaltenen Programme sofort nach dem Einschalten des Computers zur Verfügung, was insbesondere bei Systemsoftware und oft genutzten Anwendungen von großem Vorteil war. Die Programmpalette für Commodores ersten Heimcomputer umfasst neben der von Commodore vertriebenen Auswahl kommerzieller Programme auch von Drittherstellern entwickelte und in Zeitschriften und Büchern publizierte Software (Listings) zum Abtippen.

### Systemprogramme und BASIC
Nach dem Einschalten des Rechners wird zunächst auf das Vorhandensein eines ROM-Steckmoduls mit ausführbaren Inhalten getestet. Ist ein solches nicht vorhanden, wird der Computer für den Betrieb mit dem BASIC-Interpreter konfiguriert, was in den Aufgabenbereich des im Festwertspeicher untergebrachten Betriebssystems (engl. Operating System) fällt. Die 39 Unterprogramme dieses auch Kernal genannten Systemprogramms steuern verschiedene Prozesse wie etwa die Durchführung von Ein- und Ausgabeoperationen mit angeschlossenen Peripheriegeräten und die Speicherverwaltung; die Startadressen der einzelnen Unterprogramme sind in einer Sprungtabelle zusammengefasst, um die Kompatibilität mit späteren Betriebssystem-Revisionen zu wahren. Ist die Initialisierung abgeschlossen, erfolgt die Ausgabe des Editierbildschirms mit Einschaltmeldung und blinkendem Cursor am Bildgerät. Damit ist der Computer zum Programmieren in BASIC oder zum Laden von Programmen bereit. Die verwendete Programmiersprache Commodore BASIC 2.0 ist mit der von Commodores PET- und CBM-Bürocomputerreihe weitestgehend identisch.

### Anwendungsprogramme und Spiele
Die Programmpalette umfasst neben der Programmiersprache BASIC zum Erstellen eigener Applikationen lediglich eine im Vergleich zu anderen Heimcomputern geringe Auswahl an vorgefertigter kommerzieller Anwendungssoftware. Den mit Abstand größten Teil der sowohl kommerziellen als auch frei erhältlichen Software für Commodores ersten Heimcomputer stellen die Spiele dar.
Die ersten Spiele waren bereits im September 1980 mit der Premiere des VIC 1001 verfügbar. Es handelte sich dabei um Lizenzausgaben bekannter Spielhallenklassiker wie Space Invaders, Galaxian, Night Driver, Rally-X, Lunar Lander und Pac-Man. Deren Portierung als Steckmodulversionen hatten Commodores Verantwortliche in Japan zuvor bei dem externen Softwarehersteller HAL Laboratories in Auftrag gegeben. Kurz nach der Winter CES Anfang 1981 kamen einige Titel für den US-amerikanischen Markt hinzu, darunter die in BASIC programmierten Spiele Cosmic Jailbreak und Draw Poker. Weitere Umsetzungen von Arcadespielen auch für Steckmodule folgten nur wenig später. Daneben schloss Commodore mit Scott Adams einen Lizenzvertrag zur Portierung zahlreicher Adventure-Spiele. Auf der Summer CES im Juni 1981 konnte Commodore der Weltöffentlichkeit neben seinem Heimcomputer damit auch eine Vielzahl von Spielen vorstellen. Wegen lizenzrechtlicher Probleme mit Atari und Bally Midway kamen viele der Unterhaltungsprogramme mit anderen Namen oder geänderten grafischen Inhalten in den Handel, u. a. als VIC Invaders, Midnight Drive und Jupiter Lander. Im Laufe des Jahres 1981 folgten weitere Heimumsetzungen bekannter Spielhallenklassiker wie beispielsweise Omega Race, Gorf und Clowns, für die Commodores eigene Entwicklungsabteilung verantwortlich zeichnete. Durch den vergleichsweise günstigen Preis von 29,95 bis 39,95 US-Dollar und gelungene Automatenumsetzungen entwickelten sich viele Spiele zu Bestsellern. Die Software-Abteilung stieg damit zum profitabelsten Geschäftszweig von Commodore auf.
Angesichts der hohen Computer-Verkaufszahlen schlossen sich auch Dritthersteller der Softwareproduktion an. Über 100 Firmen – darunter namhafte US-Hersteller wie Atari mit seiner Marke Atarisoft, Broderbund, Epyx, Parker Brothers, Sega und Sierra On-Line – veröffentlichten Spiele wie Choplifter, Lode Runner und Miner 2049er. In Westdeutschland versorgte hauptsächlich Kingsoft den VC 20 mit Software. Insgesamt erschienen bis Ende 1983 530 kommerzielle Programme, darunter 35 Anwendungen, 30 Lerntitel und 15 Programmierhilfen. Commodore allein veröffentlichte 106 Titel. Der Großteil der Programme erschien auf Kassette, etwa 100 Titel auf Steckmodul.

## Rezeption

### Zeitgenössisch

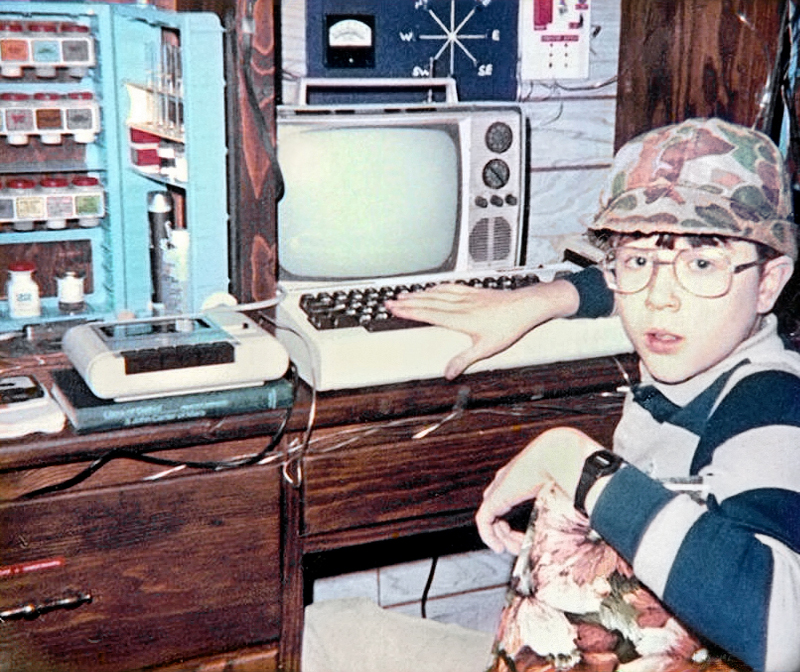
Ein VIC 20 und sein Besitzer (1984).

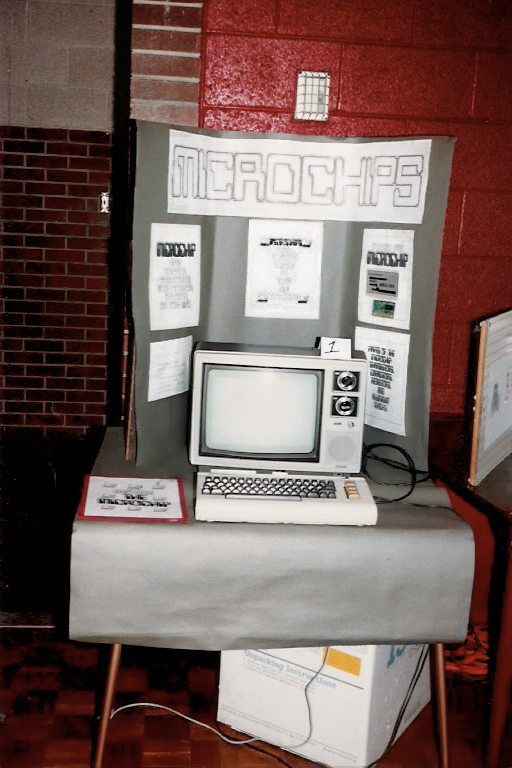
Ein VIC 20 in einem privaten Wissenschaftsprojekt (1986).

Die westliche Fachpresse ordnete den Computer kurz nach Erscheinen übereinstimmend als Hobbygerät ein. Die Leistungsfähigkeit des Computers rangiere im unteren Bereich und sei am ehesten mit der des Atari 400 und des Tandy TRS-80 Color Computer zu vergleichen. Von der Konkurrenz würde sich der VIC 20 jedoch durch seinen unvergleichlich günstigen Preis bei gleichzeitig guter Verarbeitung und Benutzerfreundlichkeit abheben. Von den etwa gleich teuren Videospielkonsolen wiederum unterscheide er sich durch die zusätzliche Möglichkeit des Programmierens, was ihn somit sehr interessant mache.
Ebenso wie vom britischen Computermagazin Your Computer wurde von der US-amerikanischen Presse insbesondere die hochwertige Schreibmaschinentastatur hervorgehoben. Sie stelle sämtliche Folien- und Gummitastaturen der Konkurrenz in den Schatten und stehe denen professioneller Computer in nichts nach. Hinzu kämen eine ausgezeichnete Dokumentation, die dem Benutzer die Möglichkeiten des Geräts kurz und verständlich darlege, was keine Selbstverständlichkeit im eher technikorientierten Heimcomputerbereich sei.
Neben einigen Kleinigkeiten wurden vor allem die eingeschränkte Darstellung von nur 22 Zeichen pro Zeile und der mit 5 KB nur sehr gering bemessene Arbeitsspeicher bemängelt. Professionelles Arbeiten sei so mit dem VIC 20 nur schwer möglich. Alle anderen Konkurrenzgeräte böten mehr, seien dafür aber auch wesentlich teurer. Durch die Erweiterbarkeit und Ausbaufähigkeit könne der VIC 20 jedoch auch die untere Grenze der Leistungsfähigkeit von professionellen Computern erreichen – ein jedoch nur geringes Trostpflaster in Anbetracht der damit verbundenen hohen Aufrüstungskosten.
In Summe mache das ausgezeichnete Preis-Leistungs-Verhältnis den farbfähigen Computer im Jahr 1981 dennoch zu einem der besten Geräte auf dem internationalen Heimcomputermarkt. Das auflagenstarke Byte-Magazine beispielsweise fasst seinen Gerätetest mit den Worten “The VIC 20 computer is unexcelled as a low-cost, consumer oriented computer” (deutsch „Der VIC 20 ist als preiswerter, verbraucherorientierter Computer unübertroffen.“) und „That the VIC is an astounding machine for the price is unquestioned“ (deutsch „Dass der VIC ein erstaunliches Gerät für diesen Preis ist, steht außer Frage.“) zusammen. Aber auch weniger auf Computer spezialisierte Zeitschriften wie etwa das Wissenschaftsjournal Popular Mechanics schließen sich einer positiven Gesamtbewertung an:

“All in all, we think the VIC 20 is one of the most unusual and interesting of the lower priced computers. And for a price around $300, it’s the only game in town that is more than just a game”

„Alles in allem ist der VIC 20 für uns einer der ungewöhnlichsten und interessantesten unter den günstigen Computern. Und für einen Preis von etwa $300 spielt er in einer ganz eigenen Liga, obwohl er mehr als nur ein Spiel(zeug) ist.“

Bestätigung fanden diese Einschätzungen auch in Westdeutschland durch die auflagenstarke Zeitschrift Chip und deren Wahl des VC 20 zum Heimcomputer des Jahres 1982. Im Jahr darauf bescheinigte die auf Videospiele spezialisierte und weitverbreitete Zeitschrift Telematch dem VC 20 eine für seine Preisklasse gute Leistungsfähigkeit. Auch wenn die volle Kapazität des „wirklich billigen“ Geräts nach Meinung des damals vielgelesenen Fachautoren Dietmar Eirich nur nach teuren Aufrüstungen insbesondere von Arbeitsspeicher abgerufen werden könne, so sei der Computer auch 1984 durchaus noch zu empfehlen. Das Magazin HC-Heimcomputer sieht einen großen Vorteil des VC 20 darin, dass Schüler die in der Schule an weit verbreiteten Schulrechnern wie dem PET und der CBM-Reihe erarbeitete Software in vielen Fällen auch auf dem VC 20 und umgekehrt verwenden könnten.

### Retrospektive
Der VIC 20 wurde bereits kurz nach seiner Produktionseinstellung von der Fachpresse rückblickend als äußerst erfolgreiches Gerät und „Millionenseller“ wahrgenommen, der ähnlich dem Sinclair ZX80 und ZX 81 durch seinen niedrigen Preis dem Computer zum Durchbruch als Massenware verholfen habe. Ende der 1990er Jahr attestieren die Sachbuchautoren Jörg und Kerstin Allner dem „kleinen Wunderrechner“, der „nicht viel mehr als eine Tastatur mit einer eingebauten CPU“ war, einen niedrigen Preis, den „sich praktisch jeder leisten konnte“, und eine weite Verbreitung in Westdeutschland. Darüber hinaus wird dem Computer durch seine charakteristische Gehäuseform – von seinen Benutzern laut Allner „liebevoll“ als „Brotkasten“ oder „Nackenrolle“ bezeichnet – der Status einer „Designlegende“ zugebilligt.
Neuere Veröffentlichungen sprechen ebenfalls von einem günstigen aber leistungsschwachen Einsteigergerät. Der VC 20 „stellte einen kostengünstigen Einstieg in die neue farbige Heimcomputer-Welt dar“, schreibt etwa die auf Heimcomputer und ältere Videospiele spezialisierte Zeitschrift Retro Gamer. Die Technik des „konkurrenzlos billig[en]“ Geräts sei laut dem Journalisten Winnie Forster „schon bei seinem Debut veraltet“ und nach der Einschätzung der Sachbuchautoren Christian Zahn et al. „der VIC 20 … im Vergleich zu seinen großen Brüdern der 8000-Serie ein Rückschritt“. Die US-amerikanischen Sachbuchautoren Matt Barton und Bill Loguidice bestätigen mit “Still, although the VIC 20 was a great value for the budget-conscious, its limitations were onerous for many enthusiasts” (deutsch: „Dennoch, obwohl der VIC 20 den Preisbewußten viel geboten hat, so haben seine Einschränkungen doch vielen Enthusiasten auch das Leben schwergemacht.“) und Steven L. Kent mit “The VIC-20 was a pricing coup for its time … the low end machine was a major success.” (deutsch: „Der VIC-20 war ein Preiscoup für seine Zeit … der Low-End-Rechner war ein großer Erfolg.“) die Einschätzung deutscher Autoren. Brian Bagnall und Boris Kretzinger sehen Commodores Preisgestaltung dagegen etwas differenzierter: „Die Heimcomputer waren allerdings nur scheinbar günstig … denn verkauft wurde kein vollwertiger Computer, sondern nach einem Baukastensystem nur ein Teil … einer ganzen Computeranlage.“ und „Diese Abkehr vom ursprünglichen All-in-one-Prinzip des PET wurde von den Käufern nicht gerügt“.
Häufig wird der Computer im Zusammenhang mit der Firmengeschichte seines Herstellers rezipiert und als Grundlage für Commodores Siegeszug in der Heimcomputerbranche angesehen. Aus deutscher Sicht schreibt Zahn über den VC 20: „Zwar war er nicht der erste erfolgreiche Heimcomputer (das war, aufgrund seines Kampfpreises von 300DM der Sinclair ZX 81), aber einer, der viele Anwender für Commodore gewann.“. Der gleichen Meinung sind auch die Autoren Matt Barton und Bill Loguidice mit “The VIC 20 was a smashing success, eventually selling millions of units and establishing Commodore’s reputation for making highly capable computers at prices that rivaled the era’s videogame consoles” (deutsch: „Der VIC 20 war mit Millionen verkauften Geräten ein durchschlagender Erfolg und etablierte Commodores Ruf als Hersteller leistungsfähiger Computer zum Preis von Videokonsolen.“) und Sachbuchautor Roberto Dillon mit “It was the first computer ever to sell more than one million units, catapulting Commodore into the arena of home entertainment while paving the way for all other ‘home’ machines to come, including the bestselling Commodore 64.” (deutsch: „Es war der erste Computer, von dem mehr als eine Million Stück verkauft wurden. Damit katapultierte er Commodore in die Heimunterhaltungsbranche und ebnete gleichzeitig den Weg für alle weiteren Heimrechner, den Bestseller Commodore 64 eingeschlossen.“).
Kretzinger geht mit seiner Aussage „VC-20 und C64 prägen die Heimcomputerszene, nicht der teure Apple II“ noch einen Schritt weiter und bescheinigt dem VC 20 damit eine besondere Rolle in der Heimcomputergeschichte. Die Zeitschrift Retro Gamer äußert sich in ähnlicher Weise:

„Auch wenn also der VC-20 vom Commodore 64 in den Schatten gestellt wurde: Retro-Fans sollten nicht den Fehler begehen und seine Rolle als wichtiger (sic!) Wegbereiter der 8-Bit-Heimcomputer unterschätzen.“

Der Commodore VIC 20 ist ständiges Ausstellungsstück in diversen Computermuseen, darunter das Computerspielemuseum Berlin und das britische National Museum of Computing.

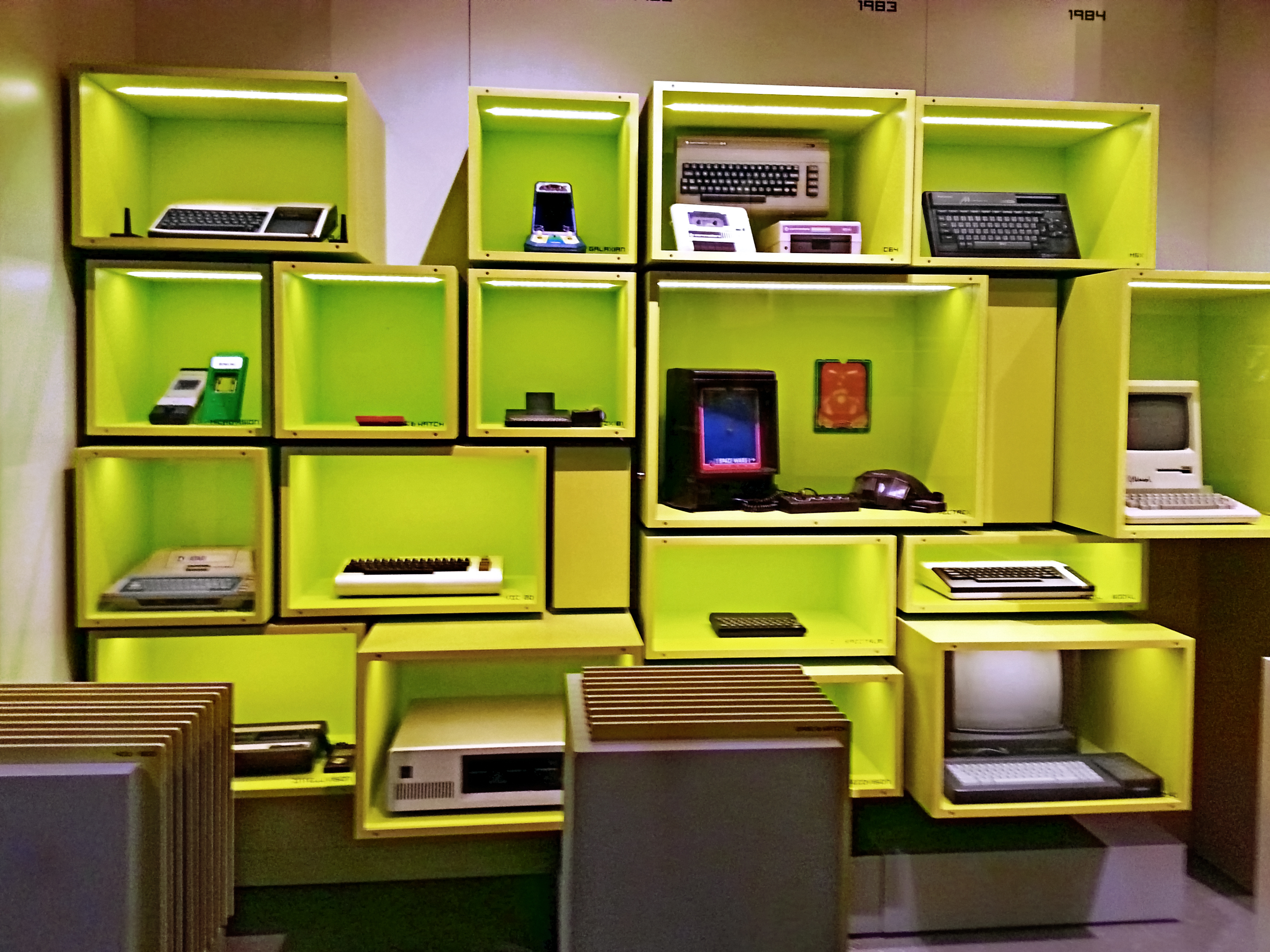
Wall of Hardware des Computerspielemuseum Berlin
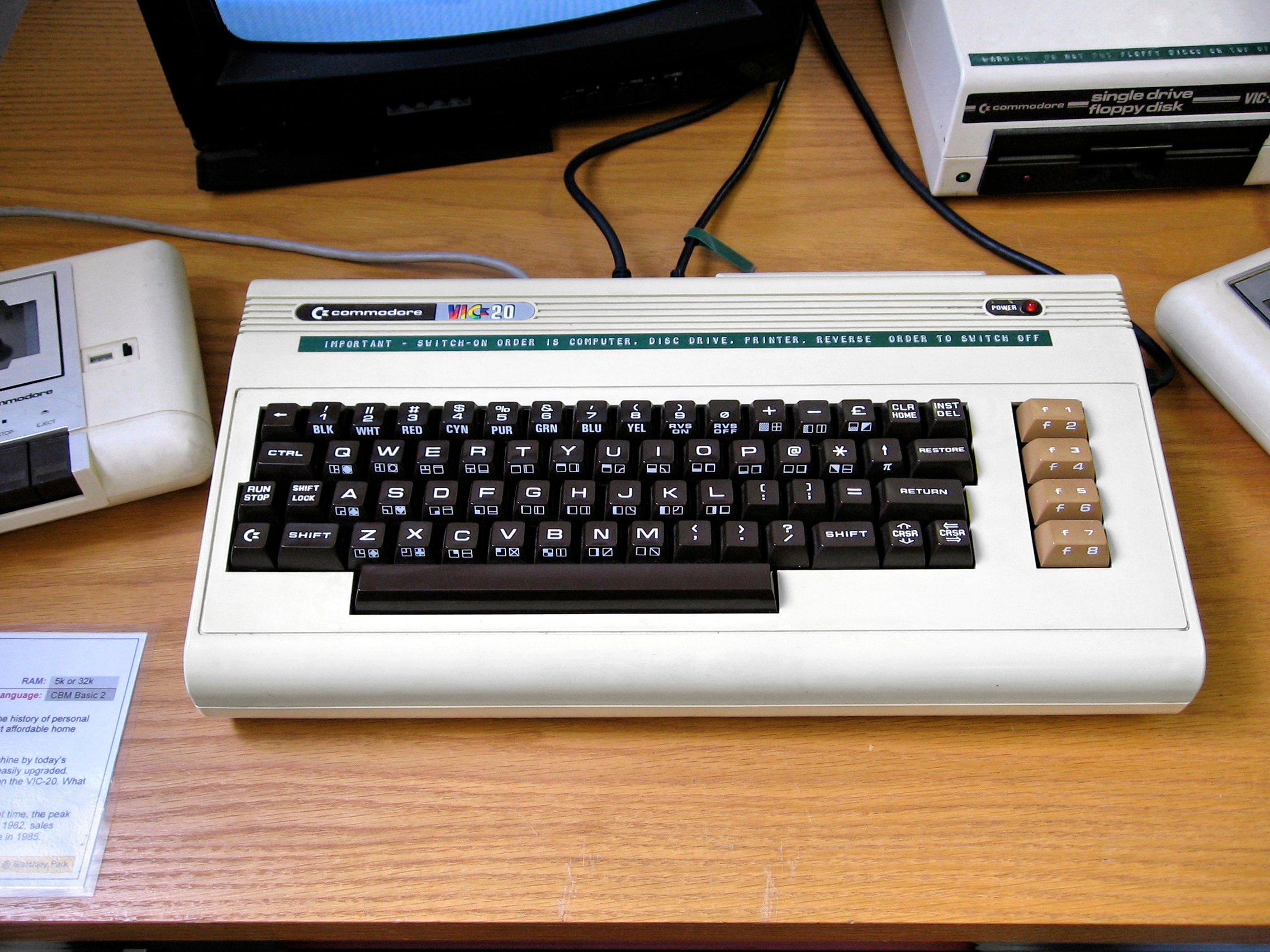
National Museum of Computing in Bletchley
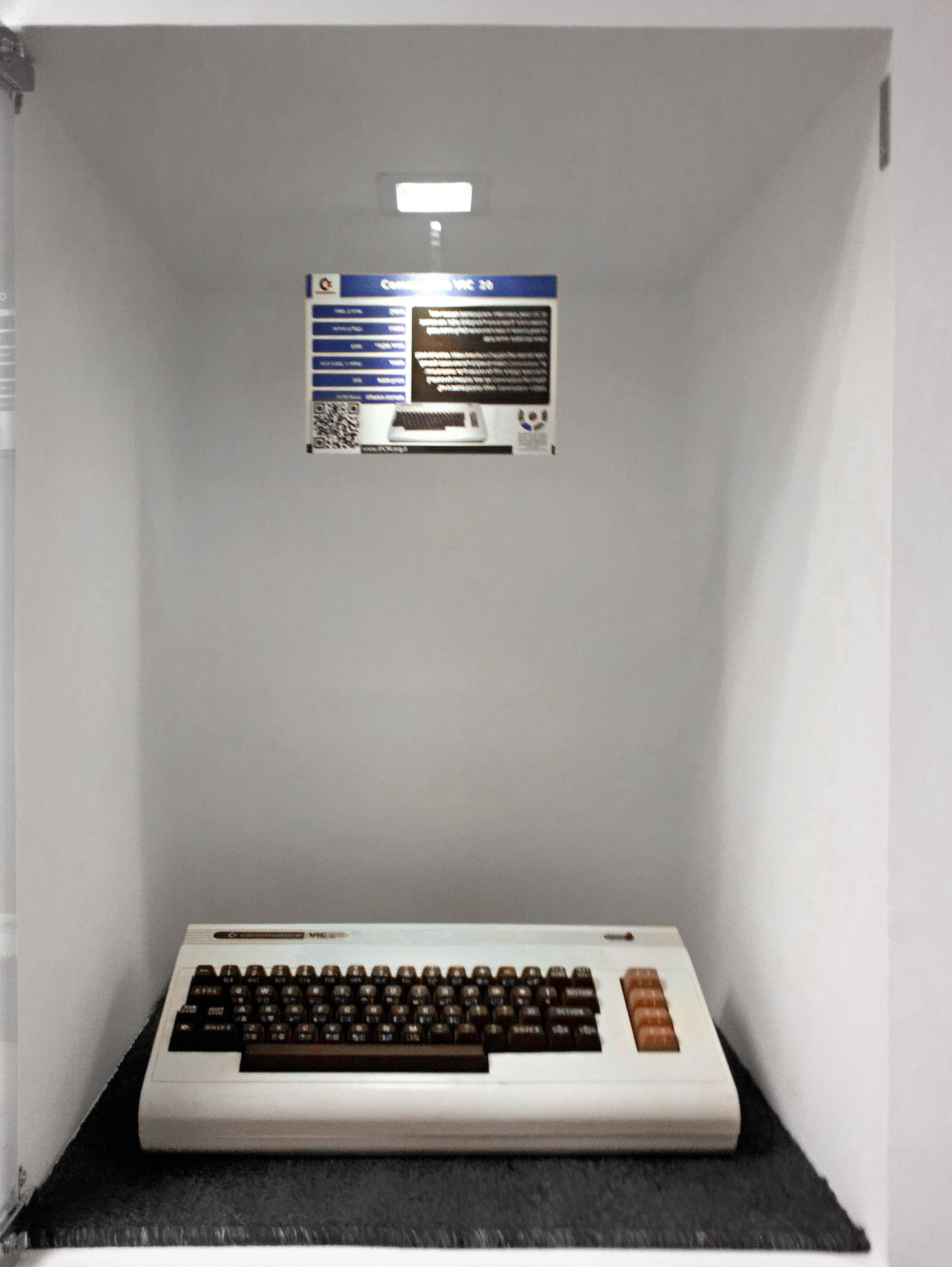
Israeli Personal Computer Museum in Haifa
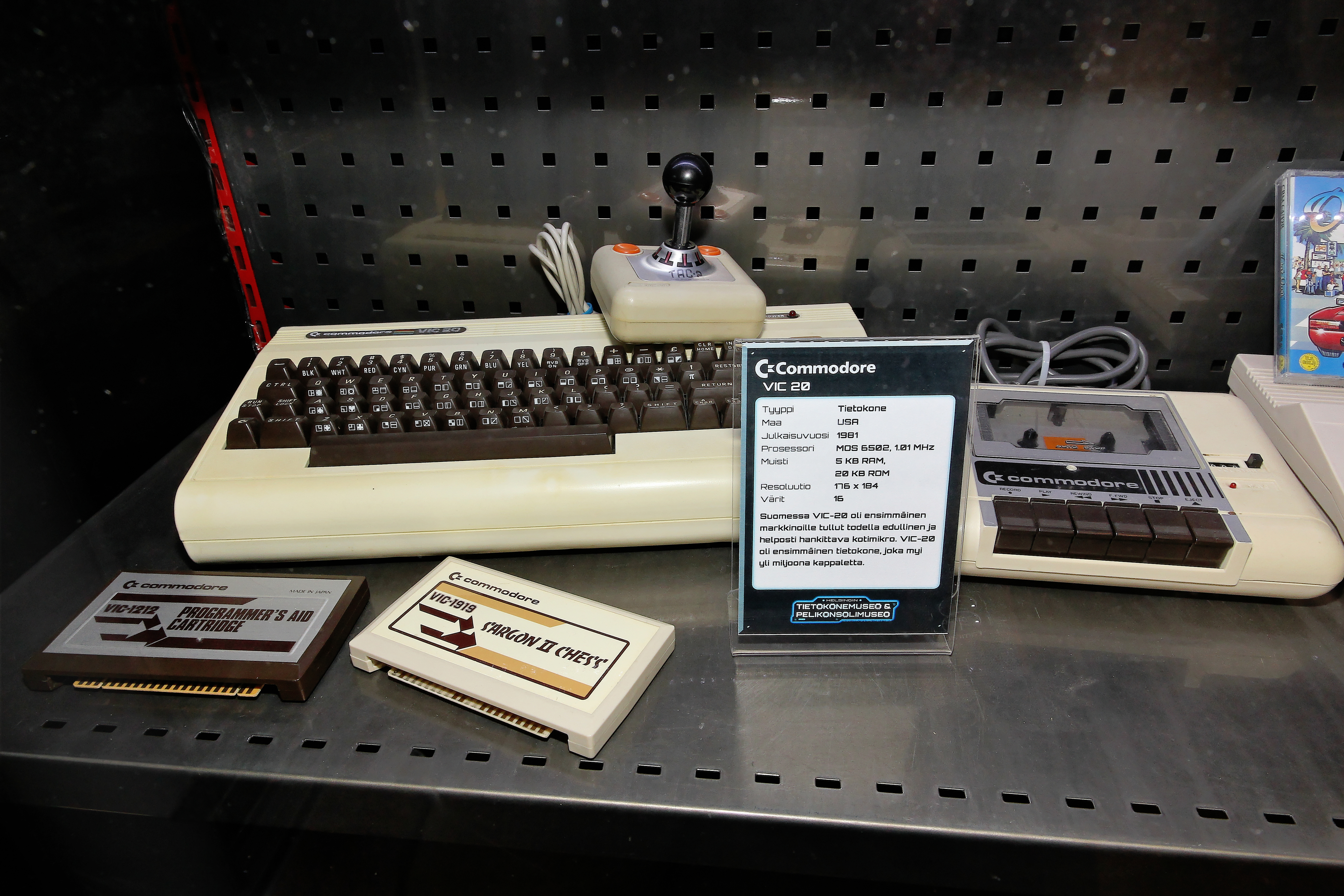
Computer & Game Console Museum in Helsinki
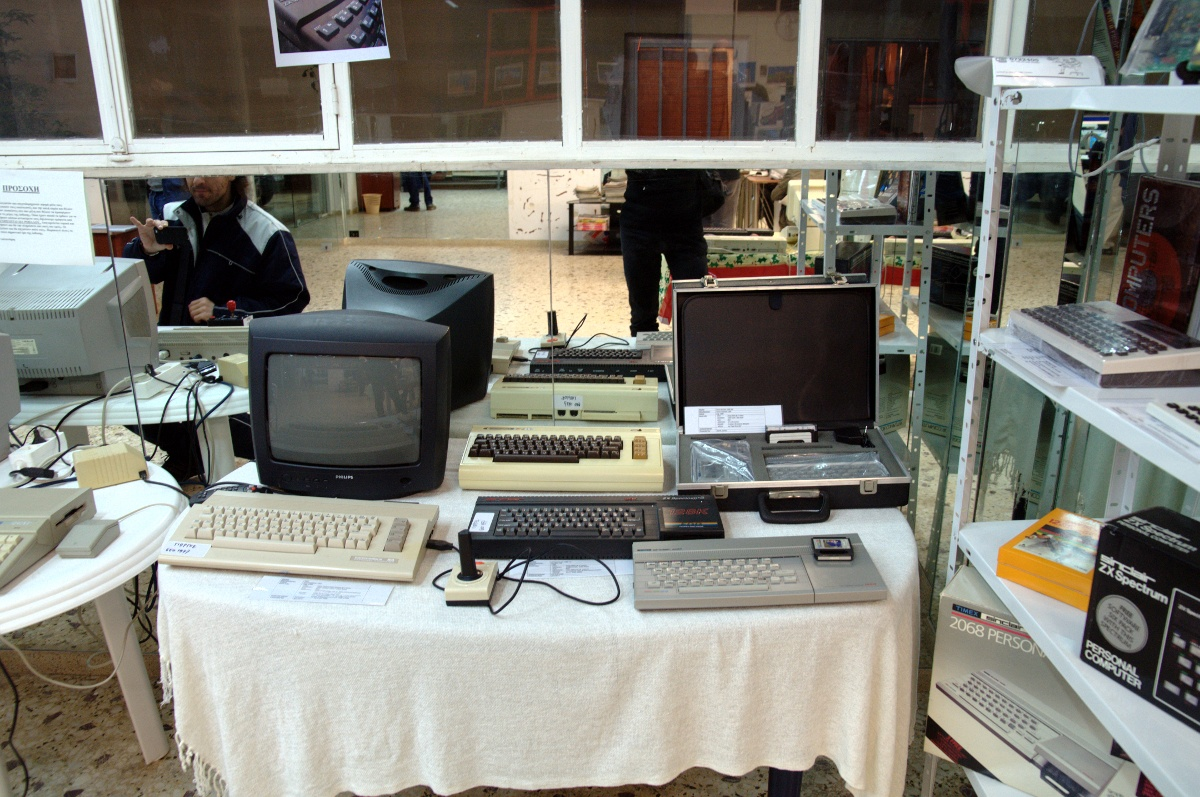
Auf der Retrosystems in Athen (2010)